# Рентген (шахматы)
«Рентге́н» — шахматный мотив непрямого воздействия дальнобойной фигуры, линия нападения которой ограничивается размещением другой фигуры и может быть увеличена вследствие перемещения той фигуры.

## Формы «рентгена»
«Рентген» проявляется в разных формах:
1. Линейный удар — связка, где связывается менее ценная неприятельская фигура с более ценной или равной.
2. Засада — непрямая атака на неприятельскую фигуру через другую или другие фигуры, при уходе которых возникает вскрытое нападение, например вскрытый шах.
3. Защита своей фигуры через неприятельскую. В этом случае «рентген» выступает не только как мотив, но и как самостоятельный тактический приём.

## Примеры

### «Рентген» как линейный удар
|   | a | b | c | d | e | f | g | h |   |
| - | --- | --- | --- | --- | --- | --- | --- | --- | - |
| 8 | b7 чёрная ладья · f7 чёрный король · e6 чёрная пешка · f6 чёрная пешка · d5 чёрный ферзь · f4 белая пешка · e3 белая пешка · f3 белый слон · e2 белый ферзь · f2 белый король | b7 чёрная ладья · f7 чёрный король · e6 чёрная пешка · f6 чёрная пешка · d5 чёрный ферзь · f4 белая пешка · e3 белая пешка · f3 белый слон · e2 белый ферзь · f2 белый король | b7 чёрная ладья · f7 чёрный король · e6 чёрная пешка · f6 чёрная пешка · d5 чёрный ферзь · f4 белая пешка · e3 белая пешка · f3 белый слон · e2 белый ферзь · f2 белый король | b7 чёрная ладья · f7 чёрный король · e6 чёрная пешка · f6 чёрная пешка · d5 чёрный ферзь · f4 белая пешка · e3 белая пешка · f3 белый слон · e2 белый ферзь · f2 белый король | b7 чёрная ладья · f7 чёрный король · e6 чёрная пешка · f6 чёрная пешка · d5 чёрный ферзь · f4 белая пешка · e3 белая пешка · f3 белый слон · e2 белый ферзь · f2 белый король | b7 чёрная ладья · f7 чёрный король · e6 чёрная пешка · f6 чёрная пешка · d5 чёрный ферзь · f4 белая пешка · e3 белая пешка · f3 белый слон · e2 белый ферзь · f2 белый король | b7 чёрная ладья · f7 чёрный король · e6 чёрная пешка · f6 чёрная пешка · d5 чёрный ферзь · f4 белая пешка · e3 белая пешка · f3 белый слон · e2 белый ферзь · f2 белый король | b7 чёрная ладья · f7 чёрный король · e6 чёрная пешка · f6 чёрная пешка · d5 чёрный ферзь · f4 белая пешка · e3 белая пешка · f3 белый слон · e2 белый ферзь · f2 белый король | 8 |
| 7 | b7 чёрная ладья · f7 чёрный король · e6 чёрная пешка · f6 чёрная пешка · d5 чёрный ферзь · f4 белая пешка · e3 белая пешка · f3 белый слон · e2 белый ферзь · f2 белый король | b7 чёрная ладья · f7 чёрный король · e6 чёрная пешка · f6 чёрная пешка · d5 чёрный ферзь · f4 белая пешка · e3 белая пешка · f3 белый слон · e2 белый ферзь · f2 белый король | b7 чёрная ладья · f7 чёрный король · e6 чёрная пешка · f6 чёрная пешка · d5 чёрный ферзь · f4 белая пешка · e3 белая пешка · f3 белый слон · e2 белый ферзь · f2 белый король | b7 чёрная ладья · f7 чёрный король · e6 чёрная пешка · f6 чёрная пешка · d5 чёрный ферзь · f4 белая пешка · e3 белая пешка · f3 белый слон · e2 белый ферзь · f2 белый король | b7 чёрная ладья · f7 чёрный король · e6 чёрная пешка · f6 чёрная пешка · d5 чёрный ферзь · f4 белая пешка · e3 белая пешка · f3 белый слон · e2 белый ферзь · f2 белый король | b7 чёрная ладья · f7 чёрный король · e6 чёрная пешка · f6 чёрная пешка · d5 чёрный ферзь · f4 белая пешка · e3 белая пешка · f3 белый слон · e2 белый ферзь · f2 белый король | b7 чёрная ладья · f7 чёрный король · e6 чёрная пешка · f6 чёрная пешка · d5 чёрный ферзь · f4 белая пешка · e3 белая пешка · f3 белый слон · e2 белый ферзь · f2 белый король | b7 чёрная ладья · f7 чёрный король · e6 чёрная пешка · f6 чёрная пешка · d5 чёрный ферзь · f4 белая пешка · e3 белая пешка · f3 белый слон · e2 белый ферзь · f2 белый король | 7 |
| 6 | b7 чёрная ладья · f7 чёрный король · e6 чёрная пешка · f6 чёрная пешка · d5 чёрный ферзь · f4 белая пешка · e3 белая пешка · f3 белый слон · e2 белый ферзь · f2 белый король | b7 чёрная ладья · f7 чёрный король · e6 чёрная пешка · f6 чёрная пешка · d5 чёрный ферзь · f4 белая пешка · e3 белая пешка · f3 белый слон · e2 белый ферзь · f2 белый король | b7 чёрная ладья · f7 чёрный король · e6 чёрная пешка · f6 чёрная пешка · d5 чёрный ферзь · f4 белая пешка · e3 белая пешка · f3 белый слон · e2 белый ферзь · f2 белый король | b7 чёрная ладья · f7 чёрный король · e6 чёрная пешка · f6 чёрная пешка · d5 чёрный ферзь · f4 белая пешка · e3 белая пешка · f3 белый слон · e2 белый ферзь · f2 белый король | b7 чёрная ладья · f7 чёрный король · e6 чёрная пешка · f6 чёрная пешка · d5 чёрный ферзь · f4 белая пешка · e3 белая пешка · f3 белый слон · e2 белый ферзь · f2 белый король | b7 чёрная ладья · f7 чёрный король · e6 чёрная пешка · f6 чёрная пешка · d5 чёрный ферзь · f4 белая пешка · e3 белая пешка · f3 белый слон · e2 белый ферзь · f2 белый король | b7 чёрная ладья · f7 чёрный король · e6 чёрная пешка · f6 чёрная пешка · d5 чёрный ферзь · f4 белая пешка · e3 белая пешка · f3 белый слон · e2 белый ферзь · f2 белый король | b7 чёрная ладья · f7 чёрный король · e6 чёрная пешка · f6 чёрная пешка · d5 чёрный ферзь · f4 белая пешка · e3 белая пешка · f3 белый слон · e2 белый ферзь · f2 белый король | 6 |
| 5 | b7 чёрная ладья · f7 чёрный король · e6 чёрная пешка · f6 чёрная пешка · d5 чёрный ферзь · f4 белая пешка · e3 белая пешка · f3 белый слон · e2 белый ферзь · f2 белый король | b7 чёрная ладья · f7 чёрный король · e6 чёрная пешка · f6 чёрная пешка · d5 чёрный ферзь · f4 белая пешка · e3 белая пешка · f3 белый слон · e2 белый ферзь · f2 белый король | b7 чёрная ладья · f7 чёрный король · e6 чёрная пешка · f6 чёрная пешка · d5 чёрный ферзь · f4 белая пешка · e3 белая пешка · f3 белый слон · e2 белый ферзь · f2 белый король | b7 чёрная ладья · f7 чёрный король · e6 чёрная пешка · f6 чёрная пешка · d5 чёрный ферзь · f4 белая пешка · e3 белая пешка · f3 белый слон · e2 белый ферзь · f2 белый король | b7 чёрная ладья · f7 чёрный король · e6 чёрная пешка · f6 чёрная пешка · d5 чёрный ферзь · f4 белая пешка · e3 белая пешка · f3 белый слон · e2 белый ферзь · f2 белый король | b7 чёрная ладья · f7 чёрный король · e6 чёрная пешка · f6 чёрная пешка · d5 чёрный ферзь · f4 белая пешка · e3 белая пешка · f3 белый слон · e2 белый ферзь · f2 белый король | b7 чёрная ладья · f7 чёрный король · e6 чёрная пешка · f6 чёрная пешка · d5 чёрный ферзь · f4 белая пешка · e3 белая пешка · f3 белый слон · e2 белый ферзь · f2 белый король | b7 чёрная ладья · f7 чёрный король · e6 чёрная пешка · f6 чёрная пешка · d5 чёрный ферзь · f4 белая пешка · e3 белая пешка · f3 белый слон · e2 белый ферзь · f2 белый король | 5 |
| 4 | b7 чёрная ладья · f7 чёрный король · e6 чёрная пешка · f6 чёрная пешка · d5 чёрный ферзь · f4 белая пешка · e3 белая пешка · f3 белый слон · e2 белый ферзь · f2 белый король | b7 чёрная ладья · f7 чёрный король · e6 чёрная пешка · f6 чёрная пешка · d5 чёрный ферзь · f4 белая пешка · e3 белая пешка · f3 белый слон · e2 белый ферзь · f2 белый король | b7 чёрная ладья · f7 чёрный король · e6 чёрная пешка · f6 чёрная пешка · d5 чёрный ферзь · f4 белая пешка · e3 белая пешка · f3 белый слон · e2 белый ферзь · f2 белый король | b7 чёрная ладья · f7 чёрный король · e6 чёрная пешка · f6 чёрная пешка · d5 чёрный ферзь · f4 белая пешка · e3 белая пешка · f3 белый слон · e2 белый ферзь · f2 белый король | b7 чёрная ладья · f7 чёрный король · e6 чёрная пешка · f6 чёрная пешка · d5 чёрный ферзь · f4 белая пешка · e3 белая пешка · f3 белый слон · e2 белый ферзь · f2 белый король | b7 чёрная ладья · f7 чёрный король · e6 чёрная пешка · f6 чёрная пешка · d5 чёрный ферзь · f4 белая пешка · e3 белая пешка · f3 белый слон · e2 белый ферзь · f2 белый король | b7 чёрная ладья · f7 чёрный король · e6 чёрная пешка · f6 чёрная пешка · d5 чёрный ферзь · f4 белая пешка · e3 белая пешка · f3 белый слон · e2 белый ферзь · f2 белый король | b7 чёрная ладья · f7 чёрный король · e6 чёрная пешка · f6 чёрная пешка · d5 чёрный ферзь · f4 белая пешка · e3 белая пешка · f3 белый слон · e2 белый ферзь · f2 белый король | 4 |
| 3 | b7 чёрная ладья · f7 чёрный король · e6 чёрная пешка · f6 чёрная пешка · d5 чёрный ферзь · f4 белая пешка · e3 белая пешка · f3 белый слон · e2 белый ферзь · f2 белый король | b7 чёрная ладья · f7 чёрный король · e6 чёрная пешка · f6 чёрная пешка · d5 чёрный ферзь · f4 белая пешка · e3 белая пешка · f3 белый слон · e2 белый ферзь · f2 белый король | b7 чёрная ладья · f7 чёрный король · e6 чёрная пешка · f6 чёрная пешка · d5 чёрный ферзь · f4 белая пешка · e3 белая пешка · f3 белый слон · e2 белый ферзь · f2 белый король | b7 чёрная ладья · f7 чёрный король · e6 чёрная пешка · f6 чёрная пешка · d5 чёрный ферзь · f4 белая пешка · e3 белая пешка · f3 белый слон · e2 белый ферзь · f2 белый король | b7 чёрная ладья · f7 чёрный король · e6 чёрная пешка · f6 чёрная пешка · d5 чёрный ферзь · f4 белая пешка · e3 белая пешка · f3 белый слон · e2 белый ферзь · f2 белый король | b7 чёрная ладья · f7 чёрный король · e6 чёрная пешка · f6 чёрная пешка · d5 чёрный ферзь · f4 белая пешка · e3 белая пешка · f3 белый слон · e2 белый ферзь · f2 белый король | b7 чёрная ладья · f7 чёрный король · e6 чёрная пешка · f6 чёрная пешка · d5 чёрный ферзь · f4 белая пешка · e3 белая пешка · f3 белый слон · e2 белый ферзь · f2 белый король | b7 чёрная ладья · f7 чёрный король · e6 чёрная пешка · f6 чёрная пешка · d5 чёрный ферзь · f4 белая пешка · e3 белая пешка · f3 белый слон · e2 белый ферзь · f2 белый король | 3 |
| 2 | b7 чёрная ладья · f7 чёрный король · e6 чёрная пешка · f6 чёрная пешка · d5 чёрный ферзь · f4 белая пешка · e3 белая пешка · f3 белый слон · e2 белый ферзь · f2 белый король | b7 чёрная ладья · f7 чёрный король · e6 чёрная пешка · f6 чёрная пешка · d5 чёрный ферзь · f4 белая пешка · e3 белая пешка · f3 белый слон · e2 белый ферзь · f2 белый король | b7 чёрная ладья · f7 чёрный король · e6 чёрная пешка · f6 чёрная пешка · d5 чёрный ферзь · f4 белая пешка · e3 белая пешка · f3 белый слон · e2 белый ферзь · f2 белый король | b7 чёрная ладья · f7 чёрный король · e6 чёрная пешка · f6 чёрная пешка · d5 чёрный ферзь · f4 белая пешка · e3 белая пешка · f3 белый слон · e2 белый ферзь · f2 белый король | b7 чёрная ладья · f7 чёрный король · e6 чёрная пешка · f6 чёрная пешка · d5 чёрный ферзь · f4 белая пешка · e3 белая пешка · f3 белый слон · e2 белый ферзь · f2 белый король | b7 чёрная ладья · f7 чёрный король · e6 чёрная пешка · f6 чёрная пешка · d5 чёрный ферзь · f4 белая пешка · e3 белая пешка · f3 белый слон · e2 белый ферзь · f2 белый король | b7 чёрная ладья · f7 чёрный король · e6 чёрная пешка · f6 чёрная пешка · d5 чёрный ферзь · f4 белая пешка · e3 белая пешка · f3 белый слон · e2 белый ферзь · f2 белый король | b7 чёрная ладья · f7 чёрный король · e6 чёрная пешка · f6 чёрная пешка · d5 чёрный ферзь · f4 белая пешка · e3 белая пешка · f3 белый слон · e2 белый ферзь · f2 белый король | 2 |
| 1 | b7 чёрная ладья · f7 чёрный король · e6 чёрная пешка · f6 чёрная пешка · d5 чёрный ферзь · f4 белая пешка · e3 белая пешка · f3 белый слон · e2 белый ферзь · f2 белый король | b7 чёрная ладья · f7 чёрный король · e6 чёрная пешка · f6 чёрная пешка · d5 чёрный ферзь · f4 белая пешка · e3 белая пешка · f3 белый слон · e2 белый ферзь · f2 белый король | b7 чёрная ладья · f7 чёрный король · e6 чёрная пешка · f6 чёрная пешка · d5 чёрный ферзь · f4 белая пешка · e3 белая пешка · f3 белый слон · e2 белый ферзь · f2 белый король | b7 чёрная ладья · f7 чёрный король · e6 чёрная пешка · f6 чёрная пешка · d5 чёрный ферзь · f4 белая пешка · e3 белая пешка · f3 белый слон · e2 белый ферзь · f2 белый король | b7 чёрная ладья · f7 чёрный король · e6 чёрная пешка · f6 чёрная пешка · d5 чёрный ферзь · f4 белая пешка · e3 белая пешка · f3 белый слон · e2 белый ферзь · f2 белый король | b7 чёрная ладья · f7 чёрный король · e6 чёрная пешка · f6 чёрная пешка · d5 чёрный ферзь · f4 белая пешка · e3 белая пешка · f3 белый слон · e2 белый ферзь · f2 белый король | b7 чёрная ладья · f7 чёрный король · e6 чёрная пешка · f6 чёрная пешка · d5 чёрный ферзь · f4 белая пешка · e3 белая пешка · f3 белый слон · e2 белый ферзь · f2 белый король | b7 чёрная ладья · f7 чёрный король · e6 чёрная пешка · f6 чёрная пешка · d5 чёрный ферзь · f4 белая пешка · e3 белая пешка · f3 белый слон · e2 белый ферзь · f2 белый король | 1 |
|   | a | b | c | d | e | f | g | h |   |

|   | a | b | c | d | e | f | g | h |   |
| - | --- | --- | --- | --- | --- | --- | --- | --- | - |
| 8 | d7 чёрный ферзь · e7 чёрный король · d5 чёрный слон · e4 белый король · f4 белый слон · f3 белый ферзь | d7 чёрный ферзь · e7 чёрный король · d5 чёрный слон · e4 белый король · f4 белый слон · f3 белый ферзь | d7 чёрный ферзь · e7 чёрный король · d5 чёрный слон · e4 белый король · f4 белый слон · f3 белый ферзь | d7 чёрный ферзь · e7 чёрный король · d5 чёрный слон · e4 белый король · f4 белый слон · f3 белый ферзь | d7 чёрный ферзь · e7 чёрный король · d5 чёрный слон · e4 белый король · f4 белый слон · f3 белый ферзь | d7 чёрный ферзь · e7 чёрный король · d5 чёрный слон · e4 белый король · f4 белый слон · f3 белый ферзь | d7 чёрный ферзь · e7 чёрный король · d5 чёрный слон · e4 белый король · f4 белый слон · f3 белый ферзь | d7 чёрный ферзь · e7 чёрный король · d5 чёрный слон · e4 белый король · f4 белый слон · f3 белый ферзь | 8 |
| 7 | d7 чёрный ферзь · e7 чёрный король · d5 чёрный слон · e4 белый король · f4 белый слон · f3 белый ферзь | d7 чёрный ферзь · e7 чёрный король · d5 чёрный слон · e4 белый король · f4 белый слон · f3 белый ферзь | d7 чёрный ферзь · e7 чёрный король · d5 чёрный слон · e4 белый король · f4 белый слон · f3 белый ферзь | d7 чёрный ферзь · e7 чёрный король · d5 чёрный слон · e4 белый король · f4 белый слон · f3 белый ферзь | d7 чёрный ферзь · e7 чёрный король · d5 чёрный слон · e4 белый король · f4 белый слон · f3 белый ферзь | d7 чёрный ферзь · e7 чёрный король · d5 чёрный слон · e4 белый король · f4 белый слон · f3 белый ферзь | d7 чёрный ферзь · e7 чёрный король · d5 чёрный слон · e4 белый король · f4 белый слон · f3 белый ферзь | d7 чёрный ферзь · e7 чёрный король · d5 чёрный слон · e4 белый король · f4 белый слон · f3 белый ферзь | 7 |
| 6 | d7 чёрный ферзь · e7 чёрный король · d5 чёрный слон · e4 белый король · f4 белый слон · f3 белый ферзь | d7 чёрный ферзь · e7 чёрный король · d5 чёрный слон · e4 белый король · f4 белый слон · f3 белый ферзь | d7 чёрный ферзь · e7 чёрный король · d5 чёрный слон · e4 белый король · f4 белый слон · f3 белый ферзь | d7 чёрный ферзь · e7 чёрный король · d5 чёрный слон · e4 белый король · f4 белый слон · f3 белый ферзь | d7 чёрный ферзь · e7 чёрный король · d5 чёрный слон · e4 белый король · f4 белый слон · f3 белый ферзь | d7 чёрный ферзь · e7 чёрный король · d5 чёрный слон · e4 белый король · f4 белый слон · f3 белый ферзь | d7 чёрный ферзь · e7 чёрный король · d5 чёрный слон · e4 белый король · f4 белый слон · f3 белый ферзь | d7 чёрный ферзь · e7 чёрный король · d5 чёрный слон · e4 белый король · f4 белый слон · f3 белый ферзь | 6 |
| 5 | d7 чёрный ферзь · e7 чёрный король · d5 чёрный слон · e4 белый король · f4 белый слон · f3 белый ферзь | d7 чёрный ферзь · e7 чёрный король · d5 чёрный слон · e4 белый король · f4 белый слон · f3 белый ферзь | d7 чёрный ферзь · e7 чёрный король · d5 чёрный слон · e4 белый король · f4 белый слон · f3 белый ферзь | d7 чёрный ферзь · e7 чёрный король · d5 чёрный слон · e4 белый король · f4 белый слон · f3 белый ферзь | d7 чёрный ферзь · e7 чёрный король · d5 чёрный слон · e4 белый король · f4 белый слон · f3 белый ферзь | d7 чёрный ферзь · e7 чёрный король · d5 чёрный слон · e4 белый король · f4 белый слон · f3 белый ферзь | d7 чёрный ферзь · e7 чёрный король · d5 чёрный слон · e4 белый король · f4 белый слон · f3 белый ферзь | d7 чёрный ферзь · e7 чёрный король · d5 чёрный слон · e4 белый король · f4 белый слон · f3 белый ферзь | 5 |
| 4 | d7 чёрный ферзь · e7 чёрный король · d5 чёрный слон · e4 белый король · f4 белый слон · f3 белый ферзь | d7 чёрный ферзь · e7 чёрный король · d5 чёрный слон · e4 белый король · f4 белый слон · f3 белый ферзь | d7 чёрный ферзь · e7 чёрный король · d5 чёрный слон · e4 белый король · f4 белый слон · f3 белый ферзь | d7 чёрный ферзь · e7 чёрный король · d5 чёрный слон · e4 белый король · f4 белый слон · f3 белый ферзь | d7 чёрный ферзь · e7 чёрный король · d5 чёрный слон · e4 белый король · f4 белый слон · f3 белый ферзь | d7 чёрный ферзь · e7 чёрный король · d5 чёрный слон · e4 белый король · f4 белый слон · f3 белый ферзь | d7 чёрный ферзь · e7 чёрный король · d5 чёрный слон · e4 белый король · f4 белый слон · f3 белый ферзь | d7 чёрный ферзь · e7 чёрный король · d5 чёрный слон · e4 белый король · f4 белый слон · f3 белый ферзь | 4 |
| 3 | d7 чёрный ферзь · e7 чёрный король · d5 чёрный слон · e4 белый король · f4 белый слон · f3 белый ферзь | d7 чёрный ферзь · e7 чёрный король · d5 чёрный слон · e4 белый король · f4 белый слон · f3 белый ферзь | d7 чёрный ферзь · e7 чёрный король · d5 чёрный слон · e4 белый король · f4 белый слон · f3 белый ферзь | d7 чёрный ферзь · e7 чёрный король · d5 чёрный слон · e4 белый король · f4 белый слон · f3 белый ферзь | d7 чёрный ферзь · e7 чёрный король · d5 чёрный слон · e4 белый король · f4 белый слон · f3 белый ферзь | d7 чёрный ферзь · e7 чёрный король · d5 чёрный слон · e4 белый король · f4 белый слон · f3 белый ферзь | d7 чёрный ферзь · e7 чёрный король · d5 чёрный слон · e4 белый король · f4 белый слон · f3 белый ферзь | d7 чёрный ферзь · e7 чёрный король · d5 чёрный слон · e4 белый король · f4 белый слон · f3 белый ферзь | 3 |
| 2 | d7 чёрный ферзь · e7 чёрный король · d5 чёрный слон · e4 белый король · f4 белый слон · f3 белый ферзь | d7 чёрный ферзь · e7 чёрный король · d5 чёрный слон · e4 белый король · f4 белый слон · f3 белый ферзь | d7 чёрный ферзь · e7 чёрный король · d5 чёрный слон · e4 белый король · f4 белый слон · f3 белый ферзь | d7 чёрный ферзь · e7 чёрный король · d5 чёрный слон · e4 белый король · f4 белый слон · f3 белый ферзь | d7 чёрный ферзь · e7 чёрный король · d5 чёрный слон · e4 белый король · f4 белый слон · f3 белый ферзь | d7 чёрный ферзь · e7 чёрный король · d5 чёрный слон · e4 белый король · f4 белый слон · f3 белый ферзь | d7 чёрный ферзь · e7 чёрный король · d5 чёрный слон · e4 белый король · f4 белый слон · f3 белый ферзь | d7 чёрный ферзь · e7 чёрный король · d5 чёрный слон · e4 белый король · f4 белый слон · f3 белый ферзь | 2 |
| 1 | d7 чёрный ферзь · e7 чёрный король · d5 чёрный слон · e4 белый король · f4 белый слон · f3 белый ферзь | d7 чёрный ферзь · e7 чёрный король · d5 чёрный слон · e4 белый король · f4 белый слон · f3 белый ферзь | d7 чёрный ферзь · e7 чёрный король · d5 чёрный слон · e4 белый король · f4 белый слон · f3 белый ферзь | d7 чёрный ферзь · e7 чёрный король · d5 чёрный слон · e4 белый король · f4 белый слон · f3 белый ферзь | d7 чёрный ферзь · e7 чёрный король · d5 чёрный слон · e4 белый король · f4 белый слон · f3 белый ферзь | d7 чёрный ферзь · e7 чёрный король · d5 чёрный слон · e4 белый король · f4 белый слон · f3 белый ферзь | d7 чёрный ферзь · e7 чёрный король · d5 чёрный слон · e4 белый король · f4 белый слон · f3 белый ферзь | d7 чёрный ферзь · e7 чёрный король · d5 чёрный слон · e4 белый король · f4 белый слон · f3 белый ферзь | 1 |
|   | a | b | c | d | e | f | g | h |   |

В позиции слева белый слон связывает чёрную ладью чёрным ферзём. Чтобы избежать потери ферзя, чёрным следует отойти им, но тогда они теряют качество в виде ладьи за слона. Это пример относительного линейного удара.
В позиции справа белый король обязан отойти, после чего слон заберёт ферзя. Это пример абсолютного линейного удара.

### «Рентген» как засада
|   | a | b | c | d | e | f | g | h |   |
| - | --- | --- | --- | --- | --- | --- | --- | --- | - |
| 8 | a8 чёрная ладья · c8 чёрный конь · e8 чёрная ладья · g8 чёрный король · b7 чёрная пешка · d7 чёрный конь · f7 чёрная пешка · g7 чёрная пешка · a6 чёрная пешка · c6 чёрная пешка · d6 чёрный слон · h6 чёрная пешка · a5 белая пешка · d5 чёрная пешка · f5 белая пешка · b4 белая пешка · d4 белая пешка · e4 белая пешка · h4 чёрный ферзь · c3 белый конь · d3 белый слон · h3 белая пешка · c2 белый ферзь · d2 белый слон · g2 белая пешка · b1 белая ладья · e1 белая ладья · g1 белый король | a8 чёрная ладья · c8 чёрный конь · e8 чёрная ладья · g8 чёрный король · b7 чёрная пешка · d7 чёрный конь · f7 чёрная пешка · g7 чёрная пешка · a6 чёрная пешка · c6 чёрная пешка · d6 чёрный слон · h6 чёрная пешка · a5 белая пешка · d5 чёрная пешка · f5 белая пешка · b4 белая пешка · d4 белая пешка · e4 белая пешка · h4 чёрный ферзь · c3 белый конь · d3 белый слон · h3 белая пешка · c2 белый ферзь · d2 белый слон · g2 белая пешка · b1 белая ладья · e1 белая ладья · g1 белый король | a8 чёрная ладья · c8 чёрный конь · e8 чёрная ладья · g8 чёрный король · b7 чёрная пешка · d7 чёрный конь · f7 чёрная пешка · g7 чёрная пешка · a6 чёрная пешка · c6 чёрная пешка · d6 чёрный слон · h6 чёрная пешка · a5 белая пешка · d5 чёрная пешка · f5 белая пешка · b4 белая пешка · d4 белая пешка · e4 белая пешка · h4 чёрный ферзь · c3 белый конь · d3 белый слон · h3 белая пешка · c2 белый ферзь · d2 белый слон · g2 белая пешка · b1 белая ладья · e1 белая ладья · g1 белый король | a8 чёрная ладья · c8 чёрный конь · e8 чёрная ладья · g8 чёрный король · b7 чёрная пешка · d7 чёрный конь · f7 чёрная пешка · g7 чёрная пешка · a6 чёрная пешка · c6 чёрная пешка · d6 чёрный слон · h6 чёрная пешка · a5 белая пешка · d5 чёрная пешка · f5 белая пешка · b4 белая пешка · d4 белая пешка · e4 белая пешка · h4 чёрный ферзь · c3 белый конь · d3 белый слон · h3 белая пешка · c2 белый ферзь · d2 белый слон · g2 белая пешка · b1 белая ладья · e1 белая ладья · g1 белый король | a8 чёрная ладья · c8 чёрный конь · e8 чёрная ладья · g8 чёрный король · b7 чёрная пешка · d7 чёрный конь · f7 чёрная пешка · g7 чёрная пешка · a6 чёрная пешка · c6 чёрная пешка · d6 чёрный слон · h6 чёрная пешка · a5 белая пешка · d5 чёрная пешка · f5 белая пешка · b4 белая пешка · d4 белая пешка · e4 белая пешка · h4 чёрный ферзь · c3 белый конь · d3 белый слон · h3 белая пешка · c2 белый ферзь · d2 белый слон · g2 белая пешка · b1 белая ладья · e1 белая ладья · g1 белый король | a8 чёрная ладья · c8 чёрный конь · e8 чёрная ладья · g8 чёрный король · b7 чёрная пешка · d7 чёрный конь · f7 чёрная пешка · g7 чёрная пешка · a6 чёрная пешка · c6 чёрная пешка · d6 чёрный слон · h6 чёрная пешка · a5 белая пешка · d5 чёрная пешка · f5 белая пешка · b4 белая пешка · d4 белая пешка · e4 белая пешка · h4 чёрный ферзь · c3 белый конь · d3 белый слон · h3 белая пешка · c2 белый ферзь · d2 белый слон · g2 белая пешка · b1 белая ладья · e1 белая ладья · g1 белый король | a8 чёрная ладья · c8 чёрный конь · e8 чёрная ладья · g8 чёрный король · b7 чёрная пешка · d7 чёрный конь · f7 чёрная пешка · g7 чёрная пешка · a6 чёрная пешка · c6 чёрная пешка · d6 чёрный слон · h6 чёрная пешка · a5 белая пешка · d5 чёрная пешка · f5 белая пешка · b4 белая пешка · d4 белая пешка · e4 белая пешка · h4 чёрный ферзь · c3 белый конь · d3 белый слон · h3 белая пешка · c2 белый ферзь · d2 белый слон · g2 белая пешка · b1 белая ладья · e1 белая ладья · g1 белый король | a8 чёрная ладья · c8 чёрный конь · e8 чёрная ладья · g8 чёрный король · b7 чёрная пешка · d7 чёрный конь · f7 чёрная пешка · g7 чёрная пешка · a6 чёрная пешка · c6 чёрная пешка · d6 чёрный слон · h6 чёрная пешка · a5 белая пешка · d5 чёрная пешка · f5 белая пешка · b4 белая пешка · d4 белая пешка · e4 белая пешка · h4 чёрный ферзь · c3 белый конь · d3 белый слон · h3 белая пешка · c2 белый ферзь · d2 белый слон · g2 белая пешка · b1 белая ладья · e1 белая ладья · g1 белый король | 8 |
| 7 | a8 чёрная ладья · c8 чёрный конь · e8 чёрная ладья · g8 чёрный король · b7 чёрная пешка · d7 чёрный конь · f7 чёрная пешка · g7 чёрная пешка · a6 чёрная пешка · c6 чёрная пешка · d6 чёрный слон · h6 чёрная пешка · a5 белая пешка · d5 чёрная пешка · f5 белая пешка · b4 белая пешка · d4 белая пешка · e4 белая пешка · h4 чёрный ферзь · c3 белый конь · d3 белый слон · h3 белая пешка · c2 белый ферзь · d2 белый слон · g2 белая пешка · b1 белая ладья · e1 белая ладья · g1 белый король | a8 чёрная ладья · c8 чёрный конь · e8 чёрная ладья · g8 чёрный король · b7 чёрная пешка · d7 чёрный конь · f7 чёрная пешка · g7 чёрная пешка · a6 чёрная пешка · c6 чёрная пешка · d6 чёрный слон · h6 чёрная пешка · a5 белая пешка · d5 чёрная пешка · f5 белая пешка · b4 белая пешка · d4 белая пешка · e4 белая пешка · h4 чёрный ферзь · c3 белый конь · d3 белый слон · h3 белая пешка · c2 белый ферзь · d2 белый слон · g2 белая пешка · b1 белая ладья · e1 белая ладья · g1 белый король | a8 чёрная ладья · c8 чёрный конь · e8 чёрная ладья · g8 чёрный король · b7 чёрная пешка · d7 чёрный конь · f7 чёрная пешка · g7 чёрная пешка · a6 чёрная пешка · c6 чёрная пешка · d6 чёрный слон · h6 чёрная пешка · a5 белая пешка · d5 чёрная пешка · f5 белая пешка · b4 белая пешка · d4 белая пешка · e4 белая пешка · h4 чёрный ферзь · c3 белый конь · d3 белый слон · h3 белая пешка · c2 белый ферзь · d2 белый слон · g2 белая пешка · b1 белая ладья · e1 белая ладья · g1 белый король | a8 чёрная ладья · c8 чёрный конь · e8 чёрная ладья · g8 чёрный король · b7 чёрная пешка · d7 чёрный конь · f7 чёрная пешка · g7 чёрная пешка · a6 чёрная пешка · c6 чёрная пешка · d6 чёрный слон · h6 чёрная пешка · a5 белая пешка · d5 чёрная пешка · f5 белая пешка · b4 белая пешка · d4 белая пешка · e4 белая пешка · h4 чёрный ферзь · c3 белый конь · d3 белый слон · h3 белая пешка · c2 белый ферзь · d2 белый слон · g2 белая пешка · b1 белая ладья · e1 белая ладья · g1 белый король | a8 чёрная ладья · c8 чёрный конь · e8 чёрная ладья · g8 чёрный король · b7 чёрная пешка · d7 чёрный конь · f7 чёрная пешка · g7 чёрная пешка · a6 чёрная пешка · c6 чёрная пешка · d6 чёрный слон · h6 чёрная пешка · a5 белая пешка · d5 чёрная пешка · f5 белая пешка · b4 белая пешка · d4 белая пешка · e4 белая пешка · h4 чёрный ферзь · c3 белый конь · d3 белый слон · h3 белая пешка · c2 белый ферзь · d2 белый слон · g2 белая пешка · b1 белая ладья · e1 белая ладья · g1 белый король | a8 чёрная ладья · c8 чёрный конь · e8 чёрная ладья · g8 чёрный король · b7 чёрная пешка · d7 чёрный конь · f7 чёрная пешка · g7 чёрная пешка · a6 чёрная пешка · c6 чёрная пешка · d6 чёрный слон · h6 чёрная пешка · a5 белая пешка · d5 чёрная пешка · f5 белая пешка · b4 белая пешка · d4 белая пешка · e4 белая пешка · h4 чёрный ферзь · c3 белый конь · d3 белый слон · h3 белая пешка · c2 белый ферзь · d2 белый слон · g2 белая пешка · b1 белая ладья · e1 белая ладья · g1 белый король | a8 чёрная ладья · c8 чёрный конь · e8 чёрная ладья · g8 чёрный король · b7 чёрная пешка · d7 чёрный конь · f7 чёрная пешка · g7 чёрная пешка · a6 чёрная пешка · c6 чёрная пешка · d6 чёрный слон · h6 чёрная пешка · a5 белая пешка · d5 чёрная пешка · f5 белая пешка · b4 белая пешка · d4 белая пешка · e4 белая пешка · h4 чёрный ферзь · c3 белый конь · d3 белый слон · h3 белая пешка · c2 белый ферзь · d2 белый слон · g2 белая пешка · b1 белая ладья · e1 белая ладья · g1 белый король | a8 чёрная ладья · c8 чёрный конь · e8 чёрная ладья · g8 чёрный король · b7 чёрная пешка · d7 чёрный конь · f7 чёрная пешка · g7 чёрная пешка · a6 чёрная пешка · c6 чёрная пешка · d6 чёрный слон · h6 чёрная пешка · a5 белая пешка · d5 чёрная пешка · f5 белая пешка · b4 белая пешка · d4 белая пешка · e4 белая пешка · h4 чёрный ферзь · c3 белый конь · d3 белый слон · h3 белая пешка · c2 белый ферзь · d2 белый слон · g2 белая пешка · b1 белая ладья · e1 белая ладья · g1 белый король | 7 |
| 6 | a8 чёрная ладья · c8 чёрный конь · e8 чёрная ладья · g8 чёрный король · b7 чёрная пешка · d7 чёрный конь · f7 чёрная пешка · g7 чёрная пешка · a6 чёрная пешка · c6 чёрная пешка · d6 чёрный слон · h6 чёрная пешка · a5 белая пешка · d5 чёрная пешка · f5 белая пешка · b4 белая пешка · d4 белая пешка · e4 белая пешка · h4 чёрный ферзь · c3 белый конь · d3 белый слон · h3 белая пешка · c2 белый ферзь · d2 белый слон · g2 белая пешка · b1 белая ладья · e1 белая ладья · g1 белый король | a8 чёрная ладья · c8 чёрный конь · e8 чёрная ладья · g8 чёрный король · b7 чёрная пешка · d7 чёрный конь · f7 чёрная пешка · g7 чёрная пешка · a6 чёрная пешка · c6 чёрная пешка · d6 чёрный слон · h6 чёрная пешка · a5 белая пешка · d5 чёрная пешка · f5 белая пешка · b4 белая пешка · d4 белая пешка · e4 белая пешка · h4 чёрный ферзь · c3 белый конь · d3 белый слон · h3 белая пешка · c2 белый ферзь · d2 белый слон · g2 белая пешка · b1 белая ладья · e1 белая ладья · g1 белый король | a8 чёрная ладья · c8 чёрный конь · e8 чёрная ладья · g8 чёрный король · b7 чёрная пешка · d7 чёрный конь · f7 чёрная пешка · g7 чёрная пешка · a6 чёрная пешка · c6 чёрная пешка · d6 чёрный слон · h6 чёрная пешка · a5 белая пешка · d5 чёрная пешка · f5 белая пешка · b4 белая пешка · d4 белая пешка · e4 белая пешка · h4 чёрный ферзь · c3 белый конь · d3 белый слон · h3 белая пешка · c2 белый ферзь · d2 белый слон · g2 белая пешка · b1 белая ладья · e1 белая ладья · g1 белый король | a8 чёрная ладья · c8 чёрный конь · e8 чёрная ладья · g8 чёрный король · b7 чёрная пешка · d7 чёрный конь · f7 чёрная пешка · g7 чёрная пешка · a6 чёрная пешка · c6 чёрная пешка · d6 чёрный слон · h6 чёрная пешка · a5 белая пешка · d5 чёрная пешка · f5 белая пешка · b4 белая пешка · d4 белая пешка · e4 белая пешка · h4 чёрный ферзь · c3 белый конь · d3 белый слон · h3 белая пешка · c2 белый ферзь · d2 белый слон · g2 белая пешка · b1 белая ладья · e1 белая ладья · g1 белый король | a8 чёрная ладья · c8 чёрный конь · e8 чёрная ладья · g8 чёрный король · b7 чёрная пешка · d7 чёрный конь · f7 чёрная пешка · g7 чёрная пешка · a6 чёрная пешка · c6 чёрная пешка · d6 чёрный слон · h6 чёрная пешка · a5 белая пешка · d5 чёрная пешка · f5 белая пешка · b4 белая пешка · d4 белая пешка · e4 белая пешка · h4 чёрный ферзь · c3 белый конь · d3 белый слон · h3 белая пешка · c2 белый ферзь · d2 белый слон · g2 белая пешка · b1 белая ладья · e1 белая ладья · g1 белый король | a8 чёрная ладья · c8 чёрный конь · e8 чёрная ладья · g8 чёрный король · b7 чёрная пешка · d7 чёрный конь · f7 чёрная пешка · g7 чёрная пешка · a6 чёрная пешка · c6 чёрная пешка · d6 чёрный слон · h6 чёрная пешка · a5 белая пешка · d5 чёрная пешка · f5 белая пешка · b4 белая пешка · d4 белая пешка · e4 белая пешка · h4 чёрный ферзь · c3 белый конь · d3 белый слон · h3 белая пешка · c2 белый ферзь · d2 белый слон · g2 белая пешка · b1 белая ладья · e1 белая ладья · g1 белый король | a8 чёрная ладья · c8 чёрный конь · e8 чёрная ладья · g8 чёрный король · b7 чёрная пешка · d7 чёрный конь · f7 чёрная пешка · g7 чёрная пешка · a6 чёрная пешка · c6 чёрная пешка · d6 чёрный слон · h6 чёрная пешка · a5 белая пешка · d5 чёрная пешка · f5 белая пешка · b4 белая пешка · d4 белая пешка · e4 белая пешка · h4 чёрный ферзь · c3 белый конь · d3 белый слон · h3 белая пешка · c2 белый ферзь · d2 белый слон · g2 белая пешка · b1 белая ладья · e1 белая ладья · g1 белый король | a8 чёрная ладья · c8 чёрный конь · e8 чёрная ладья · g8 чёрный король · b7 чёрная пешка · d7 чёрный конь · f7 чёрная пешка · g7 чёрная пешка · a6 чёрная пешка · c6 чёрная пешка · d6 чёрный слон · h6 чёрная пешка · a5 белая пешка · d5 чёрная пешка · f5 белая пешка · b4 белая пешка · d4 белая пешка · e4 белая пешка · h4 чёрный ферзь · c3 белый конь · d3 белый слон · h3 белая пешка · c2 белый ферзь · d2 белый слон · g2 белая пешка · b1 белая ладья · e1 белая ладья · g1 белый король | 6 |
| 5 | a8 чёрная ладья · c8 чёрный конь · e8 чёрная ладья · g8 чёрный король · b7 чёрная пешка · d7 чёрный конь · f7 чёрная пешка · g7 чёрная пешка · a6 чёрная пешка · c6 чёрная пешка · d6 чёрный слон · h6 чёрная пешка · a5 белая пешка · d5 чёрная пешка · f5 белая пешка · b4 белая пешка · d4 белая пешка · e4 белая пешка · h4 чёрный ферзь · c3 белый конь · d3 белый слон · h3 белая пешка · c2 белый ферзь · d2 белый слон · g2 белая пешка · b1 белая ладья · e1 белая ладья · g1 белый король | a8 чёрная ладья · c8 чёрный конь · e8 чёрная ладья · g8 чёрный король · b7 чёрная пешка · d7 чёрный конь · f7 чёрная пешка · g7 чёрная пешка · a6 чёрная пешка · c6 чёрная пешка · d6 чёрный слон · h6 чёрная пешка · a5 белая пешка · d5 чёрная пешка · f5 белая пешка · b4 белая пешка · d4 белая пешка · e4 белая пешка · h4 чёрный ферзь · c3 белый конь · d3 белый слон · h3 белая пешка · c2 белый ферзь · d2 белый слон · g2 белая пешка · b1 белая ладья · e1 белая ладья · g1 белый король | a8 чёрная ладья · c8 чёрный конь · e8 чёрная ладья · g8 чёрный король · b7 чёрная пешка · d7 чёрный конь · f7 чёрная пешка · g7 чёрная пешка · a6 чёрная пешка · c6 чёрная пешка · d6 чёрный слон · h6 чёрная пешка · a5 белая пешка · d5 чёрная пешка · f5 белая пешка · b4 белая пешка · d4 белая пешка · e4 белая пешка · h4 чёрный ферзь · c3 белый конь · d3 белый слон · h3 белая пешка · c2 белый ферзь · d2 белый слон · g2 белая пешка · b1 белая ладья · e1 белая ладья · g1 белый король | a8 чёрная ладья · c8 чёрный конь · e8 чёрная ладья · g8 чёрный король · b7 чёрная пешка · d7 чёрный конь · f7 чёрная пешка · g7 чёрная пешка · a6 чёрная пешка · c6 чёрная пешка · d6 чёрный слон · h6 чёрная пешка · a5 белая пешка · d5 чёрная пешка · f5 белая пешка · b4 белая пешка · d4 белая пешка · e4 белая пешка · h4 чёрный ферзь · c3 белый конь · d3 белый слон · h3 белая пешка · c2 белый ферзь · d2 белый слон · g2 белая пешка · b1 белая ладья · e1 белая ладья · g1 белый король | a8 чёрная ладья · c8 чёрный конь · e8 чёрная ладья · g8 чёрный король · b7 чёрная пешка · d7 чёрный конь · f7 чёрная пешка · g7 чёрная пешка · a6 чёрная пешка · c6 чёрная пешка · d6 чёрный слон · h6 чёрная пешка · a5 белая пешка · d5 чёрная пешка · f5 белая пешка · b4 белая пешка · d4 белая пешка · e4 белая пешка · h4 чёрный ферзь · c3 белый конь · d3 белый слон · h3 белая пешка · c2 белый ферзь · d2 белый слон · g2 белая пешка · b1 белая ладья · e1 белая ладья · g1 белый король | a8 чёрная ладья · c8 чёрный конь · e8 чёрная ладья · g8 чёрный король · b7 чёрная пешка · d7 чёрный конь · f7 чёрная пешка · g7 чёрная пешка · a6 чёрная пешка · c6 чёрная пешка · d6 чёрный слон · h6 чёрная пешка · a5 белая пешка · d5 чёрная пешка · f5 белая пешка · b4 белая пешка · d4 белая пешка · e4 белая пешка · h4 чёрный ферзь · c3 белый конь · d3 белый слон · h3 белая пешка · c2 белый ферзь · d2 белый слон · g2 белая пешка · b1 белая ладья · e1 белая ладья · g1 белый король | a8 чёрная ладья · c8 чёрный конь · e8 чёрная ладья · g8 чёрный король · b7 чёрная пешка · d7 чёрный конь · f7 чёрная пешка · g7 чёрная пешка · a6 чёрная пешка · c6 чёрная пешка · d6 чёрный слон · h6 чёрная пешка · a5 белая пешка · d5 чёрная пешка · f5 белая пешка · b4 белая пешка · d4 белая пешка · e4 белая пешка · h4 чёрный ферзь · c3 белый конь · d3 белый слон · h3 белая пешка · c2 белый ферзь · d2 белый слон · g2 белая пешка · b1 белая ладья · e1 белая ладья · g1 белый король | a8 чёрная ладья · c8 чёрный конь · e8 чёрная ладья · g8 чёрный король · b7 чёрная пешка · d7 чёрный конь · f7 чёрная пешка · g7 чёрная пешка · a6 чёрная пешка · c6 чёрная пешка · d6 чёрный слон · h6 чёрная пешка · a5 белая пешка · d5 чёрная пешка · f5 белая пешка · b4 белая пешка · d4 белая пешка · e4 белая пешка · h4 чёрный ферзь · c3 белый конь · d3 белый слон · h3 белая пешка · c2 белый ферзь · d2 белый слон · g2 белая пешка · b1 белая ладья · e1 белая ладья · g1 белый король | 5 |
| 4 | a8 чёрная ладья · c8 чёрный конь · e8 чёрная ладья · g8 чёрный король · b7 чёрная пешка · d7 чёрный конь · f7 чёрная пешка · g7 чёрная пешка · a6 чёрная пешка · c6 чёрная пешка · d6 чёрный слон · h6 чёрная пешка · a5 белая пешка · d5 чёрная пешка · f5 белая пешка · b4 белая пешка · d4 белая пешка · e4 белая пешка · h4 чёрный ферзь · c3 белый конь · d3 белый слон · h3 белая пешка · c2 белый ферзь · d2 белый слон · g2 белая пешка · b1 белая ладья · e1 белая ладья · g1 белый король | a8 чёрная ладья · c8 чёрный конь · e8 чёрная ладья · g8 чёрный король · b7 чёрная пешка · d7 чёрный конь · f7 чёрная пешка · g7 чёрная пешка · a6 чёрная пешка · c6 чёрная пешка · d6 чёрный слон · h6 чёрная пешка · a5 белая пешка · d5 чёрная пешка · f5 белая пешка · b4 белая пешка · d4 белая пешка · e4 белая пешка · h4 чёрный ферзь · c3 белый конь · d3 белый слон · h3 белая пешка · c2 белый ферзь · d2 белый слон · g2 белая пешка · b1 белая ладья · e1 белая ладья · g1 белый король | a8 чёрная ладья · c8 чёрный конь · e8 чёрная ладья · g8 чёрный король · b7 чёрная пешка · d7 чёрный конь · f7 чёрная пешка · g7 чёрная пешка · a6 чёрная пешка · c6 чёрная пешка · d6 чёрный слон · h6 чёрная пешка · a5 белая пешка · d5 чёрная пешка · f5 белая пешка · b4 белая пешка · d4 белая пешка · e4 белая пешка · h4 чёрный ферзь · c3 белый конь · d3 белый слон · h3 белая пешка · c2 белый ферзь · d2 белый слон · g2 белая пешка · b1 белая ладья · e1 белая ладья · g1 белый король | a8 чёрная ладья · c8 чёрный конь · e8 чёрная ладья · g8 чёрный король · b7 чёрная пешка · d7 чёрный конь · f7 чёрная пешка · g7 чёрная пешка · a6 чёрная пешка · c6 чёрная пешка · d6 чёрный слон · h6 чёрная пешка · a5 белая пешка · d5 чёрная пешка · f5 белая пешка · b4 белая пешка · d4 белая пешка · e4 белая пешка · h4 чёрный ферзь · c3 белый конь · d3 белый слон · h3 белая пешка · c2 белый ферзь · d2 белый слон · g2 белая пешка · b1 белая ладья · e1 белая ладья · g1 белый король | a8 чёрная ладья · c8 чёрный конь · e8 чёрная ладья · g8 чёрный король · b7 чёрная пешка · d7 чёрный конь · f7 чёрная пешка · g7 чёрная пешка · a6 чёрная пешка · c6 чёрная пешка · d6 чёрный слон · h6 чёрная пешка · a5 белая пешка · d5 чёрная пешка · f5 белая пешка · b4 белая пешка · d4 белая пешка · e4 белая пешка · h4 чёрный ферзь · c3 белый конь · d3 белый слон · h3 белая пешка · c2 белый ферзь · d2 белый слон · g2 белая пешка · b1 белая ладья · e1 белая ладья · g1 белый король | a8 чёрная ладья · c8 чёрный конь · e8 чёрная ладья · g8 чёрный король · b7 чёрная пешка · d7 чёрный конь · f7 чёрная пешка · g7 чёрная пешка · a6 чёрная пешка · c6 чёрная пешка · d6 чёрный слон · h6 чёрная пешка · a5 белая пешка · d5 чёрная пешка · f5 белая пешка · b4 белая пешка · d4 белая пешка · e4 белая пешка · h4 чёрный ферзь · c3 белый конь · d3 белый слон · h3 белая пешка · c2 белый ферзь · d2 белый слон · g2 белая пешка · b1 белая ладья · e1 белая ладья · g1 белый король | a8 чёрная ладья · c8 чёрный конь · e8 чёрная ладья · g8 чёрный король · b7 чёрная пешка · d7 чёрный конь · f7 чёрная пешка · g7 чёрная пешка · a6 чёрная пешка · c6 чёрная пешка · d6 чёрный слон · h6 чёрная пешка · a5 белая пешка · d5 чёрная пешка · f5 белая пешка · b4 белая пешка · d4 белая пешка · e4 белая пешка · h4 чёрный ферзь · c3 белый конь · d3 белый слон · h3 белая пешка · c2 белый ферзь · d2 белый слон · g2 белая пешка · b1 белая ладья · e1 белая ладья · g1 белый король | a8 чёрная ладья · c8 чёрный конь · e8 чёрная ладья · g8 чёрный король · b7 чёрная пешка · d7 чёрный конь · f7 чёрная пешка · g7 чёрная пешка · a6 чёрная пешка · c6 чёрная пешка · d6 чёрный слон · h6 чёрная пешка · a5 белая пешка · d5 чёрная пешка · f5 белая пешка · b4 белая пешка · d4 белая пешка · e4 белая пешка · h4 чёрный ферзь · c3 белый конь · d3 белый слон · h3 белая пешка · c2 белый ферзь · d2 белый слон · g2 белая пешка · b1 белая ладья · e1 белая ладья · g1 белый король | 4 |
| 3 | a8 чёрная ладья · c8 чёрный конь · e8 чёрная ладья · g8 чёрный король · b7 чёрная пешка · d7 чёрный конь · f7 чёрная пешка · g7 чёрная пешка · a6 чёрная пешка · c6 чёрная пешка · d6 чёрный слон · h6 чёрная пешка · a5 белая пешка · d5 чёрная пешка · f5 белая пешка · b4 белая пешка · d4 белая пешка · e4 белая пешка · h4 чёрный ферзь · c3 белый конь · d3 белый слон · h3 белая пешка · c2 белый ферзь · d2 белый слон · g2 белая пешка · b1 белая ладья · e1 белая ладья · g1 белый король | a8 чёрная ладья · c8 чёрный конь · e8 чёрная ладья · g8 чёрный король · b7 чёрная пешка · d7 чёрный конь · f7 чёрная пешка · g7 чёрная пешка · a6 чёрная пешка · c6 чёрная пешка · d6 чёрный слон · h6 чёрная пешка · a5 белая пешка · d5 чёрная пешка · f5 белая пешка · b4 белая пешка · d4 белая пешка · e4 белая пешка · h4 чёрный ферзь · c3 белый конь · d3 белый слон · h3 белая пешка · c2 белый ферзь · d2 белый слон · g2 белая пешка · b1 белая ладья · e1 белая ладья · g1 белый король | a8 чёрная ладья · c8 чёрный конь · e8 чёрная ладья · g8 чёрный король · b7 чёрная пешка · d7 чёрный конь · f7 чёрная пешка · g7 чёрная пешка · a6 чёрная пешка · c6 чёрная пешка · d6 чёрный слон · h6 чёрная пешка · a5 белая пешка · d5 чёрная пешка · f5 белая пешка · b4 белая пешка · d4 белая пешка · e4 белая пешка · h4 чёрный ферзь · c3 белый конь · d3 белый слон · h3 белая пешка · c2 белый ферзь · d2 белый слон · g2 белая пешка · b1 белая ладья · e1 белая ладья · g1 белый король | a8 чёрная ладья · c8 чёрный конь · e8 чёрная ладья · g8 чёрный король · b7 чёрная пешка · d7 чёрный конь · f7 чёрная пешка · g7 чёрная пешка · a6 чёрная пешка · c6 чёрная пешка · d6 чёрный слон · h6 чёрная пешка · a5 белая пешка · d5 чёрная пешка · f5 белая пешка · b4 белая пешка · d4 белая пешка · e4 белая пешка · h4 чёрный ферзь · c3 белый конь · d3 белый слон · h3 белая пешка · c2 белый ферзь · d2 белый слон · g2 белая пешка · b1 белая ладья · e1 белая ладья · g1 белый король | a8 чёрная ладья · c8 чёрный конь · e8 чёрная ладья · g8 чёрный король · b7 чёрная пешка · d7 чёрный конь · f7 чёрная пешка · g7 чёрная пешка · a6 чёрная пешка · c6 чёрная пешка · d6 чёрный слон · h6 чёрная пешка · a5 белая пешка · d5 чёрная пешка · f5 белая пешка · b4 белая пешка · d4 белая пешка · e4 белая пешка · h4 чёрный ферзь · c3 белый конь · d3 белый слон · h3 белая пешка · c2 белый ферзь · d2 белый слон · g2 белая пешка · b1 белая ладья · e1 белая ладья · g1 белый король | a8 чёрная ладья · c8 чёрный конь · e8 чёрная ладья · g8 чёрный король · b7 чёрная пешка · d7 чёрный конь · f7 чёрная пешка · g7 чёрная пешка · a6 чёрная пешка · c6 чёрная пешка · d6 чёрный слон · h6 чёрная пешка · a5 белая пешка · d5 чёрная пешка · f5 белая пешка · b4 белая пешка · d4 белая пешка · e4 белая пешка · h4 чёрный ферзь · c3 белый конь · d3 белый слон · h3 белая пешка · c2 белый ферзь · d2 белый слон · g2 белая пешка · b1 белая ладья · e1 белая ладья · g1 белый король | a8 чёрная ладья · c8 чёрный конь · e8 чёрная ладья · g8 чёрный король · b7 чёрная пешка · d7 чёрный конь · f7 чёрная пешка · g7 чёрная пешка · a6 чёрная пешка · c6 чёрная пешка · d6 чёрный слон · h6 чёрная пешка · a5 белая пешка · d5 чёрная пешка · f5 белая пешка · b4 белая пешка · d4 белая пешка · e4 белая пешка · h4 чёрный ферзь · c3 белый конь · d3 белый слон · h3 белая пешка · c2 белый ферзь · d2 белый слон · g2 белая пешка · b1 белая ладья · e1 белая ладья · g1 белый король | a8 чёрная ладья · c8 чёрный конь · e8 чёрная ладья · g8 чёрный король · b7 чёрная пешка · d7 чёрный конь · f7 чёрная пешка · g7 чёрная пешка · a6 чёрная пешка · c6 чёрная пешка · d6 чёрный слон · h6 чёрная пешка · a5 белая пешка · d5 чёрная пешка · f5 белая пешка · b4 белая пешка · d4 белая пешка · e4 белая пешка · h4 чёрный ферзь · c3 белый конь · d3 белый слон · h3 белая пешка · c2 белый ферзь · d2 белый слон · g2 белая пешка · b1 белая ладья · e1 белая ладья · g1 белый король | 3 |
| 2 | a8 чёрная ладья · c8 чёрный конь · e8 чёрная ладья · g8 чёрный король · b7 чёрная пешка · d7 чёрный конь · f7 чёрная пешка · g7 чёрная пешка · a6 чёрная пешка · c6 чёрная пешка · d6 чёрный слон · h6 чёрная пешка · a5 белая пешка · d5 чёрная пешка · f5 белая пешка · b4 белая пешка · d4 белая пешка · e4 белая пешка · h4 чёрный ферзь · c3 белый конь · d3 белый слон · h3 белая пешка · c2 белый ферзь · d2 белый слон · g2 белая пешка · b1 белая ладья · e1 белая ладья · g1 белый король | a8 чёрная ладья · c8 чёрный конь · e8 чёрная ладья · g8 чёрный король · b7 чёрная пешка · d7 чёрный конь · f7 чёрная пешка · g7 чёрная пешка · a6 чёрная пешка · c6 чёрная пешка · d6 чёрный слон · h6 чёрная пешка · a5 белая пешка · d5 чёрная пешка · f5 белая пешка · b4 белая пешка · d4 белая пешка · e4 белая пешка · h4 чёрный ферзь · c3 белый конь · d3 белый слон · h3 белая пешка · c2 белый ферзь · d2 белый слон · g2 белая пешка · b1 белая ладья · e1 белая ладья · g1 белый король | a8 чёрная ладья · c8 чёрный конь · e8 чёрная ладья · g8 чёрный король · b7 чёрная пешка · d7 чёрный конь · f7 чёрная пешка · g7 чёрная пешка · a6 чёрная пешка · c6 чёрная пешка · d6 чёрный слон · h6 чёрная пешка · a5 белая пешка · d5 чёрная пешка · f5 белая пешка · b4 белая пешка · d4 белая пешка · e4 белая пешка · h4 чёрный ферзь · c3 белый конь · d3 белый слон · h3 белая пешка · c2 белый ферзь · d2 белый слон · g2 белая пешка · b1 белая ладья · e1 белая ладья · g1 белый король | a8 чёрная ладья · c8 чёрный конь · e8 чёрная ладья · g8 чёрный король · b7 чёрная пешка · d7 чёрный конь · f7 чёрная пешка · g7 чёрная пешка · a6 чёрная пешка · c6 чёрная пешка · d6 чёрный слон · h6 чёрная пешка · a5 белая пешка · d5 чёрная пешка · f5 белая пешка · b4 белая пешка · d4 белая пешка · e4 белая пешка · h4 чёрный ферзь · c3 белый конь · d3 белый слон · h3 белая пешка · c2 белый ферзь · d2 белый слон · g2 белая пешка · b1 белая ладья · e1 белая ладья · g1 белый король | a8 чёрная ладья · c8 чёрный конь · e8 чёрная ладья · g8 чёрный король · b7 чёрная пешка · d7 чёрный конь · f7 чёрная пешка · g7 чёрная пешка · a6 чёрная пешка · c6 чёрная пешка · d6 чёрный слон · h6 чёрная пешка · a5 белая пешка · d5 чёрная пешка · f5 белая пешка · b4 белая пешка · d4 белая пешка · e4 белая пешка · h4 чёрный ферзь · c3 белый конь · d3 белый слон · h3 белая пешка · c2 белый ферзь · d2 белый слон · g2 белая пешка · b1 белая ладья · e1 белая ладья · g1 белый король | a8 чёрная ладья · c8 чёрный конь · e8 чёрная ладья · g8 чёрный король · b7 чёрная пешка · d7 чёрный конь · f7 чёрная пешка · g7 чёрная пешка · a6 чёрная пешка · c6 чёрная пешка · d6 чёрный слон · h6 чёрная пешка · a5 белая пешка · d5 чёрная пешка · f5 белая пешка · b4 белая пешка · d4 белая пешка · e4 белая пешка · h4 чёрный ферзь · c3 белый конь · d3 белый слон · h3 белая пешка · c2 белый ферзь · d2 белый слон · g2 белая пешка · b1 белая ладья · e1 белая ладья · g1 белый король | a8 чёрная ладья · c8 чёрный конь · e8 чёрная ладья · g8 чёрный король · b7 чёрная пешка · d7 чёрный конь · f7 чёрная пешка · g7 чёрная пешка · a6 чёрная пешка · c6 чёрная пешка · d6 чёрный слон · h6 чёрная пешка · a5 белая пешка · d5 чёрная пешка · f5 белая пешка · b4 белая пешка · d4 белая пешка · e4 белая пешка · h4 чёрный ферзь · c3 белый конь · d3 белый слон · h3 белая пешка · c2 белый ферзь · d2 белый слон · g2 белая пешка · b1 белая ладья · e1 белая ладья · g1 белый король | a8 чёрная ладья · c8 чёрный конь · e8 чёрная ладья · g8 чёрный король · b7 чёрная пешка · d7 чёрный конь · f7 чёрная пешка · g7 чёрная пешка · a6 чёрная пешка · c6 чёрная пешка · d6 чёрный слон · h6 чёрная пешка · a5 белая пешка · d5 чёрная пешка · f5 белая пешка · b4 белая пешка · d4 белая пешка · e4 белая пешка · h4 чёрный ферзь · c3 белый конь · d3 белый слон · h3 белая пешка · c2 белый ферзь · d2 белый слон · g2 белая пешка · b1 белая ладья · e1 белая ладья · g1 белый король | 2 |
| 1 | a8 чёрная ладья · c8 чёрный конь · e8 чёрная ладья · g8 чёрный король · b7 чёрная пешка · d7 чёрный конь · f7 чёрная пешка · g7 чёрная пешка · a6 чёрная пешка · c6 чёрная пешка · d6 чёрный слон · h6 чёрная пешка · a5 белая пешка · d5 чёрная пешка · f5 белая пешка · b4 белая пешка · d4 белая пешка · e4 белая пешка · h4 чёрный ферзь · c3 белый конь · d3 белый слон · h3 белая пешка · c2 белый ферзь · d2 белый слон · g2 белая пешка · b1 белая ладья · e1 белая ладья · g1 белый король | a8 чёрная ладья · c8 чёрный конь · e8 чёрная ладья · g8 чёрный король · b7 чёрная пешка · d7 чёрный конь · f7 чёрная пешка · g7 чёрная пешка · a6 чёрная пешка · c6 чёрная пешка · d6 чёрный слон · h6 чёрная пешка · a5 белая пешка · d5 чёрная пешка · f5 белая пешка · b4 белая пешка · d4 белая пешка · e4 белая пешка · h4 чёрный ферзь · c3 белый конь · d3 белый слон · h3 белая пешка · c2 белый ферзь · d2 белый слон · g2 белая пешка · b1 белая ладья · e1 белая ладья · g1 белый король | a8 чёрная ладья · c8 чёрный конь · e8 чёрная ладья · g8 чёрный король · b7 чёрная пешка · d7 чёрный конь · f7 чёрная пешка · g7 чёрная пешка · a6 чёрная пешка · c6 чёрная пешка · d6 чёрный слон · h6 чёрная пешка · a5 белая пешка · d5 чёрная пешка · f5 белая пешка · b4 белая пешка · d4 белая пешка · e4 белая пешка · h4 чёрный ферзь · c3 белый конь · d3 белый слон · h3 белая пешка · c2 белый ферзь · d2 белый слон · g2 белая пешка · b1 белая ладья · e1 белая ладья · g1 белый король | a8 чёрная ладья · c8 чёрный конь · e8 чёрная ладья · g8 чёрный король · b7 чёрная пешка · d7 чёрный конь · f7 чёрная пешка · g7 чёрная пешка · a6 чёрная пешка · c6 чёрная пешка · d6 чёрный слон · h6 чёрная пешка · a5 белая пешка · d5 чёрная пешка · f5 белая пешка · b4 белая пешка · d4 белая пешка · e4 белая пешка · h4 чёрный ферзь · c3 белый конь · d3 белый слон · h3 белая пешка · c2 белый ферзь · d2 белый слон · g2 белая пешка · b1 белая ладья · e1 белая ладья · g1 белый король | a8 чёрная ладья · c8 чёрный конь · e8 чёрная ладья · g8 чёрный король · b7 чёрная пешка · d7 чёрный конь · f7 чёрная пешка · g7 чёрная пешка · a6 чёрная пешка · c6 чёрная пешка · d6 чёрный слон · h6 чёрная пешка · a5 белая пешка · d5 чёрная пешка · f5 белая пешка · b4 белая пешка · d4 белая пешка · e4 белая пешка · h4 чёрный ферзь · c3 белый конь · d3 белый слон · h3 белая пешка · c2 белый ферзь · d2 белый слон · g2 белая пешка · b1 белая ладья · e1 белая ладья · g1 белый король | a8 чёрная ладья · c8 чёрный конь · e8 чёрная ладья · g8 чёрный король · b7 чёрная пешка · d7 чёрный конь · f7 чёрная пешка · g7 чёрная пешка · a6 чёрная пешка · c6 чёрная пешка · d6 чёрный слон · h6 чёрная пешка · a5 белая пешка · d5 чёрная пешка · f5 белая пешка · b4 белая пешка · d4 белая пешка · e4 белая пешка · h4 чёрный ферзь · c3 белый конь · d3 белый слон · h3 белая пешка · c2 белый ферзь · d2 белый слон · g2 белая пешка · b1 белая ладья · e1 белая ладья · g1 белый король | a8 чёрная ладья · c8 чёрный конь · e8 чёрная ладья · g8 чёрный король · b7 чёрная пешка · d7 чёрный конь · f7 чёрная пешка · g7 чёрная пешка · a6 чёрная пешка · c6 чёрная пешка · d6 чёрный слон · h6 чёрная пешка · a5 белая пешка · d5 чёрная пешка · f5 белая пешка · b4 белая пешка · d4 белая пешка · e4 белая пешка · h4 чёрный ферзь · c3 белый конь · d3 белый слон · h3 белая пешка · c2 белый ферзь · d2 белый слон · g2 белая пешка · b1 белая ладья · e1 белая ладья · g1 белый король | a8 чёрная ладья · c8 чёрный конь · e8 чёрная ладья · g8 чёрный король · b7 чёрная пешка · d7 чёрный конь · f7 чёрная пешка · g7 чёрная пешка · a6 чёрная пешка · c6 чёрная пешка · d6 чёрный слон · h6 чёрная пешка · a5 белая пешка · d5 чёрная пешка · f5 белая пешка · b4 белая пешка · d4 белая пешка · e4 белая пешка · h4 чёрный ферзь · c3 белый конь · d3 белый слон · h3 белая пешка · c2 белый ферзь · d2 белый слон · g2 белая пешка · b1 белая ладья · e1 белая ладья · g1 белый король | 1 |
|   | a | b | c | d | e | f | g | h |   |

|   | a | b | c | d | e | f | g | h |   |
| - | --- | --- | --- | --- | --- | --- | --- | --- | - |
| 8 | a8 чёрная ладья · d8 чёрная ладья · g8 чёрный король · a7 чёрная пешка · b7 чёрная пешка · c7 чёрный ферзь · e7 чёрная пешка · f7 чёрная пешка · g7 чёрный слон · h7 чёрная пешка · d6 чёрная пешка · f6 чёрный конь · g6 чёрная пешка · c4 чёрный слон · e4 белая пешка · f4 белая пешка · c3 белый конь · e3 белый слон · f3 белый слон · a2 белая пешка · b2 белая пешка · c2 белая пешка · d2 белый ферзь · g2 белая пешка · h2 белая пешка · a1 белая ладья · e1 белая ладья · g1 белый король | a8 чёрная ладья · d8 чёрная ладья · g8 чёрный король · a7 чёрная пешка · b7 чёрная пешка · c7 чёрный ферзь · e7 чёрная пешка · f7 чёрная пешка · g7 чёрный слон · h7 чёрная пешка · d6 чёрная пешка · f6 чёрный конь · g6 чёрная пешка · c4 чёрный слон · e4 белая пешка · f4 белая пешка · c3 белый конь · e3 белый слон · f3 белый слон · a2 белая пешка · b2 белая пешка · c2 белая пешка · d2 белый ферзь · g2 белая пешка · h2 белая пешка · a1 белая ладья · e1 белая ладья · g1 белый король | a8 чёрная ладья · d8 чёрная ладья · g8 чёрный король · a7 чёрная пешка · b7 чёрная пешка · c7 чёрный ферзь · e7 чёрная пешка · f7 чёрная пешка · g7 чёрный слон · h7 чёрная пешка · d6 чёрная пешка · f6 чёрный конь · g6 чёрная пешка · c4 чёрный слон · e4 белая пешка · f4 белая пешка · c3 белый конь · e3 белый слон · f3 белый слон · a2 белая пешка · b2 белая пешка · c2 белая пешка · d2 белый ферзь · g2 белая пешка · h2 белая пешка · a1 белая ладья · e1 белая ладья · g1 белый король | a8 чёрная ладья · d8 чёрная ладья · g8 чёрный король · a7 чёрная пешка · b7 чёрная пешка · c7 чёрный ферзь · e7 чёрная пешка · f7 чёрная пешка · g7 чёрный слон · h7 чёрная пешка · d6 чёрная пешка · f6 чёрный конь · g6 чёрная пешка · c4 чёрный слон · e4 белая пешка · f4 белая пешка · c3 белый конь · e3 белый слон · f3 белый слон · a2 белая пешка · b2 белая пешка · c2 белая пешка · d2 белый ферзь · g2 белая пешка · h2 белая пешка · a1 белая ладья · e1 белая ладья · g1 белый король | a8 чёрная ладья · d8 чёрная ладья · g8 чёрный король · a7 чёрная пешка · b7 чёрная пешка · c7 чёрный ферзь · e7 чёрная пешка · f7 чёрная пешка · g7 чёрный слон · h7 чёрная пешка · d6 чёрная пешка · f6 чёрный конь · g6 чёрная пешка · c4 чёрный слон · e4 белая пешка · f4 белая пешка · c3 белый конь · e3 белый слон · f3 белый слон · a2 белая пешка · b2 белая пешка · c2 белая пешка · d2 белый ферзь · g2 белая пешка · h2 белая пешка · a1 белая ладья · e1 белая ладья · g1 белый король | a8 чёрная ладья · d8 чёрная ладья · g8 чёрный король · a7 чёрная пешка · b7 чёрная пешка · c7 чёрный ферзь · e7 чёрная пешка · f7 чёрная пешка · g7 чёрный слон · h7 чёрная пешка · d6 чёрная пешка · f6 чёрный конь · g6 чёрная пешка · c4 чёрный слон · e4 белая пешка · f4 белая пешка · c3 белый конь · e3 белый слон · f3 белый слон · a2 белая пешка · b2 белая пешка · c2 белая пешка · d2 белый ферзь · g2 белая пешка · h2 белая пешка · a1 белая ладья · e1 белая ладья · g1 белый король | a8 чёрная ладья · d8 чёрная ладья · g8 чёрный король · a7 чёрная пешка · b7 чёрная пешка · c7 чёрный ферзь · e7 чёрная пешка · f7 чёрная пешка · g7 чёрный слон · h7 чёрная пешка · d6 чёрная пешка · f6 чёрный конь · g6 чёрная пешка · c4 чёрный слон · e4 белая пешка · f4 белая пешка · c3 белый конь · e3 белый слон · f3 белый слон · a2 белая пешка · b2 белая пешка · c2 белая пешка · d2 белый ферзь · g2 белая пешка · h2 белая пешка · a1 белая ладья · e1 белая ладья · g1 белый король | a8 чёрная ладья · d8 чёрная ладья · g8 чёрный король · a7 чёрная пешка · b7 чёрная пешка · c7 чёрный ферзь · e7 чёрная пешка · f7 чёрная пешка · g7 чёрный слон · h7 чёрная пешка · d6 чёрная пешка · f6 чёрный конь · g6 чёрная пешка · c4 чёрный слон · e4 белая пешка · f4 белая пешка · c3 белый конь · e3 белый слон · f3 белый слон · a2 белая пешка · b2 белая пешка · c2 белая пешка · d2 белый ферзь · g2 белая пешка · h2 белая пешка · a1 белая ладья · e1 белая ладья · g1 белый король | 8 |
| 7 | a8 чёрная ладья · d8 чёрная ладья · g8 чёрный король · a7 чёрная пешка · b7 чёрная пешка · c7 чёрный ферзь · e7 чёрная пешка · f7 чёрная пешка · g7 чёрный слон · h7 чёрная пешка · d6 чёрная пешка · f6 чёрный конь · g6 чёрная пешка · c4 чёрный слон · e4 белая пешка · f4 белая пешка · c3 белый конь · e3 белый слон · f3 белый слон · a2 белая пешка · b2 белая пешка · c2 белая пешка · d2 белый ферзь · g2 белая пешка · h2 белая пешка · a1 белая ладья · e1 белая ладья · g1 белый король | a8 чёрная ладья · d8 чёрная ладья · g8 чёрный король · a7 чёрная пешка · b7 чёрная пешка · c7 чёрный ферзь · e7 чёрная пешка · f7 чёрная пешка · g7 чёрный слон · h7 чёрная пешка · d6 чёрная пешка · f6 чёрный конь · g6 чёрная пешка · c4 чёрный слон · e4 белая пешка · f4 белая пешка · c3 белый конь · e3 белый слон · f3 белый слон · a2 белая пешка · b2 белая пешка · c2 белая пешка · d2 белый ферзь · g2 белая пешка · h2 белая пешка · a1 белая ладья · e1 белая ладья · g1 белый король | a8 чёрная ладья · d8 чёрная ладья · g8 чёрный король · a7 чёрная пешка · b7 чёрная пешка · c7 чёрный ферзь · e7 чёрная пешка · f7 чёрная пешка · g7 чёрный слон · h7 чёрная пешка · d6 чёрная пешка · f6 чёрный конь · g6 чёрная пешка · c4 чёрный слон · e4 белая пешка · f4 белая пешка · c3 белый конь · e3 белый слон · f3 белый слон · a2 белая пешка · b2 белая пешка · c2 белая пешка · d2 белый ферзь · g2 белая пешка · h2 белая пешка · a1 белая ладья · e1 белая ладья · g1 белый король | a8 чёрная ладья · d8 чёрная ладья · g8 чёрный король · a7 чёрная пешка · b7 чёрная пешка · c7 чёрный ферзь · e7 чёрная пешка · f7 чёрная пешка · g7 чёрный слон · h7 чёрная пешка · d6 чёрная пешка · f6 чёрный конь · g6 чёрная пешка · c4 чёрный слон · e4 белая пешка · f4 белая пешка · c3 белый конь · e3 белый слон · f3 белый слон · a2 белая пешка · b2 белая пешка · c2 белая пешка · d2 белый ферзь · g2 белая пешка · h2 белая пешка · a1 белая ладья · e1 белая ладья · g1 белый король | a8 чёрная ладья · d8 чёрная ладья · g8 чёрный король · a7 чёрная пешка · b7 чёрная пешка · c7 чёрный ферзь · e7 чёрная пешка · f7 чёрная пешка · g7 чёрный слон · h7 чёрная пешка · d6 чёрная пешка · f6 чёрный конь · g6 чёрная пешка · c4 чёрный слон · e4 белая пешка · f4 белая пешка · c3 белый конь · e3 белый слон · f3 белый слон · a2 белая пешка · b2 белая пешка · c2 белая пешка · d2 белый ферзь · g2 белая пешка · h2 белая пешка · a1 белая ладья · e1 белая ладья · g1 белый король | a8 чёрная ладья · d8 чёрная ладья · g8 чёрный король · a7 чёрная пешка · b7 чёрная пешка · c7 чёрный ферзь · e7 чёрная пешка · f7 чёрная пешка · g7 чёрный слон · h7 чёрная пешка · d6 чёрная пешка · f6 чёрный конь · g6 чёрная пешка · c4 чёрный слон · e4 белая пешка · f4 белая пешка · c3 белый конь · e3 белый слон · f3 белый слон · a2 белая пешка · b2 белая пешка · c2 белая пешка · d2 белый ферзь · g2 белая пешка · h2 белая пешка · a1 белая ладья · e1 белая ладья · g1 белый король | a8 чёрная ладья · d8 чёрная ладья · g8 чёрный король · a7 чёрная пешка · b7 чёрная пешка · c7 чёрный ферзь · e7 чёрная пешка · f7 чёрная пешка · g7 чёрный слон · h7 чёрная пешка · d6 чёрная пешка · f6 чёрный конь · g6 чёрная пешка · c4 чёрный слон · e4 белая пешка · f4 белая пешка · c3 белый конь · e3 белый слон · f3 белый слон · a2 белая пешка · b2 белая пешка · c2 белая пешка · d2 белый ферзь · g2 белая пешка · h2 белая пешка · a1 белая ладья · e1 белая ладья · g1 белый король | a8 чёрная ладья · d8 чёрная ладья · g8 чёрный король · a7 чёрная пешка · b7 чёрная пешка · c7 чёрный ферзь · e7 чёрная пешка · f7 чёрная пешка · g7 чёрный слон · h7 чёрная пешка · d6 чёрная пешка · f6 чёрный конь · g6 чёрная пешка · c4 чёрный слон · e4 белая пешка · f4 белая пешка · c3 белый конь · e3 белый слон · f3 белый слон · a2 белая пешка · b2 белая пешка · c2 белая пешка · d2 белый ферзь · g2 белая пешка · h2 белая пешка · a1 белая ладья · e1 белая ладья · g1 белый король | 7 |
| 6 | a8 чёрная ладья · d8 чёрная ладья · g8 чёрный король · a7 чёрная пешка · b7 чёрная пешка · c7 чёрный ферзь · e7 чёрная пешка · f7 чёрная пешка · g7 чёрный слон · h7 чёрная пешка · d6 чёрная пешка · f6 чёрный конь · g6 чёрная пешка · c4 чёрный слон · e4 белая пешка · f4 белая пешка · c3 белый конь · e3 белый слон · f3 белый слон · a2 белая пешка · b2 белая пешка · c2 белая пешка · d2 белый ферзь · g2 белая пешка · h2 белая пешка · a1 белая ладья · e1 белая ладья · g1 белый король | a8 чёрная ладья · d8 чёрная ладья · g8 чёрный король · a7 чёрная пешка · b7 чёрная пешка · c7 чёрный ферзь · e7 чёрная пешка · f7 чёрная пешка · g7 чёрный слон · h7 чёрная пешка · d6 чёрная пешка · f6 чёрный конь · g6 чёрная пешка · c4 чёрный слон · e4 белая пешка · f4 белая пешка · c3 белый конь · e3 белый слон · f3 белый слон · a2 белая пешка · b2 белая пешка · c2 белая пешка · d2 белый ферзь · g2 белая пешка · h2 белая пешка · a1 белая ладья · e1 белая ладья · g1 белый король | a8 чёрная ладья · d8 чёрная ладья · g8 чёрный король · a7 чёрная пешка · b7 чёрная пешка · c7 чёрный ферзь · e7 чёрная пешка · f7 чёрная пешка · g7 чёрный слон · h7 чёрная пешка · d6 чёрная пешка · f6 чёрный конь · g6 чёрная пешка · c4 чёрный слон · e4 белая пешка · f4 белая пешка · c3 белый конь · e3 белый слон · f3 белый слон · a2 белая пешка · b2 белая пешка · c2 белая пешка · d2 белый ферзь · g2 белая пешка · h2 белая пешка · a1 белая ладья · e1 белая ладья · g1 белый король | a8 чёрная ладья · d8 чёрная ладья · g8 чёрный король · a7 чёрная пешка · b7 чёрная пешка · c7 чёрный ферзь · e7 чёрная пешка · f7 чёрная пешка · g7 чёрный слон · h7 чёрная пешка · d6 чёрная пешка · f6 чёрный конь · g6 чёрная пешка · c4 чёрный слон · e4 белая пешка · f4 белая пешка · c3 белый конь · e3 белый слон · f3 белый слон · a2 белая пешка · b2 белая пешка · c2 белая пешка · d2 белый ферзь · g2 белая пешка · h2 белая пешка · a1 белая ладья · e1 белая ладья · g1 белый король | a8 чёрная ладья · d8 чёрная ладья · g8 чёрный король · a7 чёрная пешка · b7 чёрная пешка · c7 чёрный ферзь · e7 чёрная пешка · f7 чёрная пешка · g7 чёрный слон · h7 чёрная пешка · d6 чёрная пешка · f6 чёрный конь · g6 чёрная пешка · c4 чёрный слон · e4 белая пешка · f4 белая пешка · c3 белый конь · e3 белый слон · f3 белый слон · a2 белая пешка · b2 белая пешка · c2 белая пешка · d2 белый ферзь · g2 белая пешка · h2 белая пешка · a1 белая ладья · e1 белая ладья · g1 белый король | a8 чёрная ладья · d8 чёрная ладья · g8 чёрный король · a7 чёрная пешка · b7 чёрная пешка · c7 чёрный ферзь · e7 чёрная пешка · f7 чёрная пешка · g7 чёрный слон · h7 чёрная пешка · d6 чёрная пешка · f6 чёрный конь · g6 чёрная пешка · c4 чёрный слон · e4 белая пешка · f4 белая пешка · c3 белый конь · e3 белый слон · f3 белый слон · a2 белая пешка · b2 белая пешка · c2 белая пешка · d2 белый ферзь · g2 белая пешка · h2 белая пешка · a1 белая ладья · e1 белая ладья · g1 белый король | a8 чёрная ладья · d8 чёрная ладья · g8 чёрный король · a7 чёрная пешка · b7 чёрная пешка · c7 чёрный ферзь · e7 чёрная пешка · f7 чёрная пешка · g7 чёрный слон · h7 чёрная пешка · d6 чёрная пешка · f6 чёрный конь · g6 чёрная пешка · c4 чёрный слон · e4 белая пешка · f4 белая пешка · c3 белый конь · e3 белый слон · f3 белый слон · a2 белая пешка · b2 белая пешка · c2 белая пешка · d2 белый ферзь · g2 белая пешка · h2 белая пешка · a1 белая ладья · e1 белая ладья · g1 белый король | a8 чёрная ладья · d8 чёрная ладья · g8 чёрный король · a7 чёрная пешка · b7 чёрная пешка · c7 чёрный ферзь · e7 чёрная пешка · f7 чёрная пешка · g7 чёрный слон · h7 чёрная пешка · d6 чёрная пешка · f6 чёрный конь · g6 чёрная пешка · c4 чёрный слон · e4 белая пешка · f4 белая пешка · c3 белый конь · e3 белый слон · f3 белый слон · a2 белая пешка · b2 белая пешка · c2 белая пешка · d2 белый ферзь · g2 белая пешка · h2 белая пешка · a1 белая ладья · e1 белая ладья · g1 белый король | 6 |
| 5 | a8 чёрная ладья · d8 чёрная ладья · g8 чёрный король · a7 чёрная пешка · b7 чёрная пешка · c7 чёрный ферзь · e7 чёрная пешка · f7 чёрная пешка · g7 чёрный слон · h7 чёрная пешка · d6 чёрная пешка · f6 чёрный конь · g6 чёрная пешка · c4 чёрный слон · e4 белая пешка · f4 белая пешка · c3 белый конь · e3 белый слон · f3 белый слон · a2 белая пешка · b2 белая пешка · c2 белая пешка · d2 белый ферзь · g2 белая пешка · h2 белая пешка · a1 белая ладья · e1 белая ладья · g1 белый король | a8 чёрная ладья · d8 чёрная ладья · g8 чёрный король · a7 чёрная пешка · b7 чёрная пешка · c7 чёрный ферзь · e7 чёрная пешка · f7 чёрная пешка · g7 чёрный слон · h7 чёрная пешка · d6 чёрная пешка · f6 чёрный конь · g6 чёрная пешка · c4 чёрный слон · e4 белая пешка · f4 белая пешка · c3 белый конь · e3 белый слон · f3 белый слон · a2 белая пешка · b2 белая пешка · c2 белая пешка · d2 белый ферзь · g2 белая пешка · h2 белая пешка · a1 белая ладья · e1 белая ладья · g1 белый король | a8 чёрная ладья · d8 чёрная ладья · g8 чёрный король · a7 чёрная пешка · b7 чёрная пешка · c7 чёрный ферзь · e7 чёрная пешка · f7 чёрная пешка · g7 чёрный слон · h7 чёрная пешка · d6 чёрная пешка · f6 чёрный конь · g6 чёрная пешка · c4 чёрный слон · e4 белая пешка · f4 белая пешка · c3 белый конь · e3 белый слон · f3 белый слон · a2 белая пешка · b2 белая пешка · c2 белая пешка · d2 белый ферзь · g2 белая пешка · h2 белая пешка · a1 белая ладья · e1 белая ладья · g1 белый король | a8 чёрная ладья · d8 чёрная ладья · g8 чёрный король · a7 чёрная пешка · b7 чёрная пешка · c7 чёрный ферзь · e7 чёрная пешка · f7 чёрная пешка · g7 чёрный слон · h7 чёрная пешка · d6 чёрная пешка · f6 чёрный конь · g6 чёрная пешка · c4 чёрный слон · e4 белая пешка · f4 белая пешка · c3 белый конь · e3 белый слон · f3 белый слон · a2 белая пешка · b2 белая пешка · c2 белая пешка · d2 белый ферзь · g2 белая пешка · h2 белая пешка · a1 белая ладья · e1 белая ладья · g1 белый король | a8 чёрная ладья · d8 чёрная ладья · g8 чёрный король · a7 чёрная пешка · b7 чёрная пешка · c7 чёрный ферзь · e7 чёрная пешка · f7 чёрная пешка · g7 чёрный слон · h7 чёрная пешка · d6 чёрная пешка · f6 чёрный конь · g6 чёрная пешка · c4 чёрный слон · e4 белая пешка · f4 белая пешка · c3 белый конь · e3 белый слон · f3 белый слон · a2 белая пешка · b2 белая пешка · c2 белая пешка · d2 белый ферзь · g2 белая пешка · h2 белая пешка · a1 белая ладья · e1 белая ладья · g1 белый король | a8 чёрная ладья · d8 чёрная ладья · g8 чёрный король · a7 чёрная пешка · b7 чёрная пешка · c7 чёрный ферзь · e7 чёрная пешка · f7 чёрная пешка · g7 чёрный слон · h7 чёрная пешка · d6 чёрная пешка · f6 чёрный конь · g6 чёрная пешка · c4 чёрный слон · e4 белая пешка · f4 белая пешка · c3 белый конь · e3 белый слон · f3 белый слон · a2 белая пешка · b2 белая пешка · c2 белая пешка · d2 белый ферзь · g2 белая пешка · h2 белая пешка · a1 белая ладья · e1 белая ладья · g1 белый король | a8 чёрная ладья · d8 чёрная ладья · g8 чёрный король · a7 чёрная пешка · b7 чёрная пешка · c7 чёрный ферзь · e7 чёрная пешка · f7 чёрная пешка · g7 чёрный слон · h7 чёрная пешка · d6 чёрная пешка · f6 чёрный конь · g6 чёрная пешка · c4 чёрный слон · e4 белая пешка · f4 белая пешка · c3 белый конь · e3 белый слон · f3 белый слон · a2 белая пешка · b2 белая пешка · c2 белая пешка · d2 белый ферзь · g2 белая пешка · h2 белая пешка · a1 белая ладья · e1 белая ладья · g1 белый король | a8 чёрная ладья · d8 чёрная ладья · g8 чёрный король · a7 чёрная пешка · b7 чёрная пешка · c7 чёрный ферзь · e7 чёрная пешка · f7 чёрная пешка · g7 чёрный слон · h7 чёрная пешка · d6 чёрная пешка · f6 чёрный конь · g6 чёрная пешка · c4 чёрный слон · e4 белая пешка · f4 белая пешка · c3 белый конь · e3 белый слон · f3 белый слон · a2 белая пешка · b2 белая пешка · c2 белая пешка · d2 белый ферзь · g2 белая пешка · h2 белая пешка · a1 белая ладья · e1 белая ладья · g1 белый король | 5 |
| 4 | a8 чёрная ладья · d8 чёрная ладья · g8 чёрный король · a7 чёрная пешка · b7 чёрная пешка · c7 чёрный ферзь · e7 чёрная пешка · f7 чёрная пешка · g7 чёрный слон · h7 чёрная пешка · d6 чёрная пешка · f6 чёрный конь · g6 чёрная пешка · c4 чёрный слон · e4 белая пешка · f4 белая пешка · c3 белый конь · e3 белый слон · f3 белый слон · a2 белая пешка · b2 белая пешка · c2 белая пешка · d2 белый ферзь · g2 белая пешка · h2 белая пешка · a1 белая ладья · e1 белая ладья · g1 белый король | a8 чёрная ладья · d8 чёрная ладья · g8 чёрный король · a7 чёрная пешка · b7 чёрная пешка · c7 чёрный ферзь · e7 чёрная пешка · f7 чёрная пешка · g7 чёрный слон · h7 чёрная пешка · d6 чёрная пешка · f6 чёрный конь · g6 чёрная пешка · c4 чёрный слон · e4 белая пешка · f4 белая пешка · c3 белый конь · e3 белый слон · f3 белый слон · a2 белая пешка · b2 белая пешка · c2 белая пешка · d2 белый ферзь · g2 белая пешка · h2 белая пешка · a1 белая ладья · e1 белая ладья · g1 белый король | a8 чёрная ладья · d8 чёрная ладья · g8 чёрный король · a7 чёрная пешка · b7 чёрная пешка · c7 чёрный ферзь · e7 чёрная пешка · f7 чёрная пешка · g7 чёрный слон · h7 чёрная пешка · d6 чёрная пешка · f6 чёрный конь · g6 чёрная пешка · c4 чёрный слон · e4 белая пешка · f4 белая пешка · c3 белый конь · e3 белый слон · f3 белый слон · a2 белая пешка · b2 белая пешка · c2 белая пешка · d2 белый ферзь · g2 белая пешка · h2 белая пешка · a1 белая ладья · e1 белая ладья · g1 белый король | a8 чёрная ладья · d8 чёрная ладья · g8 чёрный король · a7 чёрная пешка · b7 чёрная пешка · c7 чёрный ферзь · e7 чёрная пешка · f7 чёрная пешка · g7 чёрный слон · h7 чёрная пешка · d6 чёрная пешка · f6 чёрный конь · g6 чёрная пешка · c4 чёрный слон · e4 белая пешка · f4 белая пешка · c3 белый конь · e3 белый слон · f3 белый слон · a2 белая пешка · b2 белая пешка · c2 белая пешка · d2 белый ферзь · g2 белая пешка · h2 белая пешка · a1 белая ладья · e1 белая ладья · g1 белый король | a8 чёрная ладья · d8 чёрная ладья · g8 чёрный король · a7 чёрная пешка · b7 чёрная пешка · c7 чёрный ферзь · e7 чёрная пешка · f7 чёрная пешка · g7 чёрный слон · h7 чёрная пешка · d6 чёрная пешка · f6 чёрный конь · g6 чёрная пешка · c4 чёрный слон · e4 белая пешка · f4 белая пешка · c3 белый конь · e3 белый слон · f3 белый слон · a2 белая пешка · b2 белая пешка · c2 белая пешка · d2 белый ферзь · g2 белая пешка · h2 белая пешка · a1 белая ладья · e1 белая ладья · g1 белый король | a8 чёрная ладья · d8 чёрная ладья · g8 чёрный король · a7 чёрная пешка · b7 чёрная пешка · c7 чёрный ферзь · e7 чёрная пешка · f7 чёрная пешка · g7 чёрный слон · h7 чёрная пешка · d6 чёрная пешка · f6 чёрный конь · g6 чёрная пешка · c4 чёрный слон · e4 белая пешка · f4 белая пешка · c3 белый конь · e3 белый слон · f3 белый слон · a2 белая пешка · b2 белая пешка · c2 белая пешка · d2 белый ферзь · g2 белая пешка · h2 белая пешка · a1 белая ладья · e1 белая ладья · g1 белый король | a8 чёрная ладья · d8 чёрная ладья · g8 чёрный король · a7 чёрная пешка · b7 чёрная пешка · c7 чёрный ферзь · e7 чёрная пешка · f7 чёрная пешка · g7 чёрный слон · h7 чёрная пешка · d6 чёрная пешка · f6 чёрный конь · g6 чёрная пешка · c4 чёрный слон · e4 белая пешка · f4 белая пешка · c3 белый конь · e3 белый слон · f3 белый слон · a2 белая пешка · b2 белая пешка · c2 белая пешка · d2 белый ферзь · g2 белая пешка · h2 белая пешка · a1 белая ладья · e1 белая ладья · g1 белый король | a8 чёрная ладья · d8 чёрная ладья · g8 чёрный король · a7 чёрная пешка · b7 чёрная пешка · c7 чёрный ферзь · e7 чёрная пешка · f7 чёрная пешка · g7 чёрный слон · h7 чёрная пешка · d6 чёрная пешка · f6 чёрный конь · g6 чёрная пешка · c4 чёрный слон · e4 белая пешка · f4 белая пешка · c3 белый конь · e3 белый слон · f3 белый слон · a2 белая пешка · b2 белая пешка · c2 белая пешка · d2 белый ферзь · g2 белая пешка · h2 белая пешка · a1 белая ладья · e1 белая ладья · g1 белый король | 4 |
| 3 | a8 чёрная ладья · d8 чёрная ладья · g8 чёрный король · a7 чёрная пешка · b7 чёрная пешка · c7 чёрный ферзь · e7 чёрная пешка · f7 чёрная пешка · g7 чёрный слон · h7 чёрная пешка · d6 чёрная пешка · f6 чёрный конь · g6 чёрная пешка · c4 чёрный слон · e4 белая пешка · f4 белая пешка · c3 белый конь · e3 белый слон · f3 белый слон · a2 белая пешка · b2 белая пешка · c2 белая пешка · d2 белый ферзь · g2 белая пешка · h2 белая пешка · a1 белая ладья · e1 белая ладья · g1 белый король | a8 чёрная ладья · d8 чёрная ладья · g8 чёрный король · a7 чёрная пешка · b7 чёрная пешка · c7 чёрный ферзь · e7 чёрная пешка · f7 чёрная пешка · g7 чёрный слон · h7 чёрная пешка · d6 чёрная пешка · f6 чёрный конь · g6 чёрная пешка · c4 чёрный слон · e4 белая пешка · f4 белая пешка · c3 белый конь · e3 белый слон · f3 белый слон · a2 белая пешка · b2 белая пешка · c2 белая пешка · d2 белый ферзь · g2 белая пешка · h2 белая пешка · a1 белая ладья · e1 белая ладья · g1 белый король | a8 чёрная ладья · d8 чёрная ладья · g8 чёрный король · a7 чёрная пешка · b7 чёрная пешка · c7 чёрный ферзь · e7 чёрная пешка · f7 чёрная пешка · g7 чёрный слон · h7 чёрная пешка · d6 чёрная пешка · f6 чёрный конь · g6 чёрная пешка · c4 чёрный слон · e4 белая пешка · f4 белая пешка · c3 белый конь · e3 белый слон · f3 белый слон · a2 белая пешка · b2 белая пешка · c2 белая пешка · d2 белый ферзь · g2 белая пешка · h2 белая пешка · a1 белая ладья · e1 белая ладья · g1 белый король | a8 чёрная ладья · d8 чёрная ладья · g8 чёрный король · a7 чёрная пешка · b7 чёрная пешка · c7 чёрный ферзь · e7 чёрная пешка · f7 чёрная пешка · g7 чёрный слон · h7 чёрная пешка · d6 чёрная пешка · f6 чёрный конь · g6 чёрная пешка · c4 чёрный слон · e4 белая пешка · f4 белая пешка · c3 белый конь · e3 белый слон · f3 белый слон · a2 белая пешка · b2 белая пешка · c2 белая пешка · d2 белый ферзь · g2 белая пешка · h2 белая пешка · a1 белая ладья · e1 белая ладья · g1 белый король | a8 чёрная ладья · d8 чёрная ладья · g8 чёрный король · a7 чёрная пешка · b7 чёрная пешка · c7 чёрный ферзь · e7 чёрная пешка · f7 чёрная пешка · g7 чёрный слон · h7 чёрная пешка · d6 чёрная пешка · f6 чёрный конь · g6 чёрная пешка · c4 чёрный слон · e4 белая пешка · f4 белая пешка · c3 белый конь · e3 белый слон · f3 белый слон · a2 белая пешка · b2 белая пешка · c2 белая пешка · d2 белый ферзь · g2 белая пешка · h2 белая пешка · a1 белая ладья · e1 белая ладья · g1 белый король | a8 чёрная ладья · d8 чёрная ладья · g8 чёрный король · a7 чёрная пешка · b7 чёрная пешка · c7 чёрный ферзь · e7 чёрная пешка · f7 чёрная пешка · g7 чёрный слон · h7 чёрная пешка · d6 чёрная пешка · f6 чёрный конь · g6 чёрная пешка · c4 чёрный слон · e4 белая пешка · f4 белая пешка · c3 белый конь · e3 белый слон · f3 белый слон · a2 белая пешка · b2 белая пешка · c2 белая пешка · d2 белый ферзь · g2 белая пешка · h2 белая пешка · a1 белая ладья · e1 белая ладья · g1 белый король | a8 чёрная ладья · d8 чёрная ладья · g8 чёрный король · a7 чёрная пешка · b7 чёрная пешка · c7 чёрный ферзь · e7 чёрная пешка · f7 чёрная пешка · g7 чёрный слон · h7 чёрная пешка · d6 чёрная пешка · f6 чёрный конь · g6 чёрная пешка · c4 чёрный слон · e4 белая пешка · f4 белая пешка · c3 белый конь · e3 белый слон · f3 белый слон · a2 белая пешка · b2 белая пешка · c2 белая пешка · d2 белый ферзь · g2 белая пешка · h2 белая пешка · a1 белая ладья · e1 белая ладья · g1 белый король | a8 чёрная ладья · d8 чёрная ладья · g8 чёрный король · a7 чёрная пешка · b7 чёрная пешка · c7 чёрный ферзь · e7 чёрная пешка · f7 чёрная пешка · g7 чёрный слон · h7 чёрная пешка · d6 чёрная пешка · f6 чёрный конь · g6 чёрная пешка · c4 чёрный слон · e4 белая пешка · f4 белая пешка · c3 белый конь · e3 белый слон · f3 белый слон · a2 белая пешка · b2 белая пешка · c2 белая пешка · d2 белый ферзь · g2 белая пешка · h2 белая пешка · a1 белая ладья · e1 белая ладья · g1 белый король | 3 |
| 2 | a8 чёрная ладья · d8 чёрная ладья · g8 чёрный король · a7 чёрная пешка · b7 чёрная пешка · c7 чёрный ферзь · e7 чёрная пешка · f7 чёрная пешка · g7 чёрный слон · h7 чёрная пешка · d6 чёрная пешка · f6 чёрный конь · g6 чёрная пешка · c4 чёрный слон · e4 белая пешка · f4 белая пешка · c3 белый конь · e3 белый слон · f3 белый слон · a2 белая пешка · b2 белая пешка · c2 белая пешка · d2 белый ферзь · g2 белая пешка · h2 белая пешка · a1 белая ладья · e1 белая ладья · g1 белый король | a8 чёрная ладья · d8 чёрная ладья · g8 чёрный король · a7 чёрная пешка · b7 чёрная пешка · c7 чёрный ферзь · e7 чёрная пешка · f7 чёрная пешка · g7 чёрный слон · h7 чёрная пешка · d6 чёрная пешка · f6 чёрный конь · g6 чёрная пешка · c4 чёрный слон · e4 белая пешка · f4 белая пешка · c3 белый конь · e3 белый слон · f3 белый слон · a2 белая пешка · b2 белая пешка · c2 белая пешка · d2 белый ферзь · g2 белая пешка · h2 белая пешка · a1 белая ладья · e1 белая ладья · g1 белый король | a8 чёрная ладья · d8 чёрная ладья · g8 чёрный король · a7 чёрная пешка · b7 чёрная пешка · c7 чёрный ферзь · e7 чёрная пешка · f7 чёрная пешка · g7 чёрный слон · h7 чёрная пешка · d6 чёрная пешка · f6 чёрный конь · g6 чёрная пешка · c4 чёрный слон · e4 белая пешка · f4 белая пешка · c3 белый конь · e3 белый слон · f3 белый слон · a2 белая пешка · b2 белая пешка · c2 белая пешка · d2 белый ферзь · g2 белая пешка · h2 белая пешка · a1 белая ладья · e1 белая ладья · g1 белый король | a8 чёрная ладья · d8 чёрная ладья · g8 чёрный король · a7 чёрная пешка · b7 чёрная пешка · c7 чёрный ферзь · e7 чёрная пешка · f7 чёрная пешка · g7 чёрный слон · h7 чёрная пешка · d6 чёрная пешка · f6 чёрный конь · g6 чёрная пешка · c4 чёрный слон · e4 белая пешка · f4 белая пешка · c3 белый конь · e3 белый слон · f3 белый слон · a2 белая пешка · b2 белая пешка · c2 белая пешка · d2 белый ферзь · g2 белая пешка · h2 белая пешка · a1 белая ладья · e1 белая ладья · g1 белый король | a8 чёрная ладья · d8 чёрная ладья · g8 чёрный король · a7 чёрная пешка · b7 чёрная пешка · c7 чёрный ферзь · e7 чёрная пешка · f7 чёрная пешка · g7 чёрный слон · h7 чёрная пешка · d6 чёрная пешка · f6 чёрный конь · g6 чёрная пешка · c4 чёрный слон · e4 белая пешка · f4 белая пешка · c3 белый конь · e3 белый слон · f3 белый слон · a2 белая пешка · b2 белая пешка · c2 белая пешка · d2 белый ферзь · g2 белая пешка · h2 белая пешка · a1 белая ладья · e1 белая ладья · g1 белый король | a8 чёрная ладья · d8 чёрная ладья · g8 чёрный король · a7 чёрная пешка · b7 чёрная пешка · c7 чёрный ферзь · e7 чёрная пешка · f7 чёрная пешка · g7 чёрный слон · h7 чёрная пешка · d6 чёрная пешка · f6 чёрный конь · g6 чёрная пешка · c4 чёрный слон · e4 белая пешка · f4 белая пешка · c3 белый конь · e3 белый слон · f3 белый слон · a2 белая пешка · b2 белая пешка · c2 белая пешка · d2 белый ферзь · g2 белая пешка · h2 белая пешка · a1 белая ладья · e1 белая ладья · g1 белый король | a8 чёрная ладья · d8 чёрная ладья · g8 чёрный король · a7 чёрная пешка · b7 чёрная пешка · c7 чёрный ферзь · e7 чёрная пешка · f7 чёрная пешка · g7 чёрный слон · h7 чёрная пешка · d6 чёрная пешка · f6 чёрный конь · g6 чёрная пешка · c4 чёрный слон · e4 белая пешка · f4 белая пешка · c3 белый конь · e3 белый слон · f3 белый слон · a2 белая пешка · b2 белая пешка · c2 белая пешка · d2 белый ферзь · g2 белая пешка · h2 белая пешка · a1 белая ладья · e1 белая ладья · g1 белый король | a8 чёрная ладья · d8 чёрная ладья · g8 чёрный король · a7 чёрная пешка · b7 чёрная пешка · c7 чёрный ферзь · e7 чёрная пешка · f7 чёрная пешка · g7 чёрный слон · h7 чёрная пешка · d6 чёрная пешка · f6 чёрный конь · g6 чёрная пешка · c4 чёрный слон · e4 белая пешка · f4 белая пешка · c3 белый конь · e3 белый слон · f3 белый слон · a2 белая пешка · b2 белая пешка · c2 белая пешка · d2 белый ферзь · g2 белая пешка · h2 белая пешка · a1 белая ладья · e1 белая ладья · g1 белый король | 2 |
| 1 | a8 чёрная ладья · d8 чёрная ладья · g8 чёрный король · a7 чёрная пешка · b7 чёрная пешка · c7 чёрный ферзь · e7 чёрная пешка · f7 чёрная пешка · g7 чёрный слон · h7 чёрная пешка · d6 чёрная пешка · f6 чёрный конь · g6 чёрная пешка · c4 чёрный слон · e4 белая пешка · f4 белая пешка · c3 белый конь · e3 белый слон · f3 белый слон · a2 белая пешка · b2 белая пешка · c2 белая пешка · d2 белый ферзь · g2 белая пешка · h2 белая пешка · a1 белая ладья · e1 белая ладья · g1 белый король | a8 чёрная ладья · d8 чёрная ладья · g8 чёрный король · a7 чёрная пешка · b7 чёрная пешка · c7 чёрный ферзь · e7 чёрная пешка · f7 чёрная пешка · g7 чёрный слон · h7 чёрная пешка · d6 чёрная пешка · f6 чёрный конь · g6 чёрная пешка · c4 чёрный слон · e4 белая пешка · f4 белая пешка · c3 белый конь · e3 белый слон · f3 белый слон · a2 белая пешка · b2 белая пешка · c2 белая пешка · d2 белый ферзь · g2 белая пешка · h2 белая пешка · a1 белая ладья · e1 белая ладья · g1 белый король | a8 чёрная ладья · d8 чёрная ладья · g8 чёрный король · a7 чёрная пешка · b7 чёрная пешка · c7 чёрный ферзь · e7 чёрная пешка · f7 чёрная пешка · g7 чёрный слон · h7 чёрная пешка · d6 чёрная пешка · f6 чёрный конь · g6 чёрная пешка · c4 чёрный слон · e4 белая пешка · f4 белая пешка · c3 белый конь · e3 белый слон · f3 белый слон · a2 белая пешка · b2 белая пешка · c2 белая пешка · d2 белый ферзь · g2 белая пешка · h2 белая пешка · a1 белая ладья · e1 белая ладья · g1 белый король | a8 чёрная ладья · d8 чёрная ладья · g8 чёрный король · a7 чёрная пешка · b7 чёрная пешка · c7 чёрный ферзь · e7 чёрная пешка · f7 чёрная пешка · g7 чёрный слон · h7 чёрная пешка · d6 чёрная пешка · f6 чёрный конь · g6 чёрная пешка · c4 чёрный слон · e4 белая пешка · f4 белая пешка · c3 белый конь · e3 белый слон · f3 белый слон · a2 белая пешка · b2 белая пешка · c2 белая пешка · d2 белый ферзь · g2 белая пешка · h2 белая пешка · a1 белая ладья · e1 белая ладья · g1 белый король | a8 чёрная ладья · d8 чёрная ладья · g8 чёрный король · a7 чёрная пешка · b7 чёрная пешка · c7 чёрный ферзь · e7 чёрная пешка · f7 чёрная пешка · g7 чёрный слон · h7 чёрная пешка · d6 чёрная пешка · f6 чёрный конь · g6 чёрная пешка · c4 чёрный слон · e4 белая пешка · f4 белая пешка · c3 белый конь · e3 белый слон · f3 белый слон · a2 белая пешка · b2 белая пешка · c2 белая пешка · d2 белый ферзь · g2 белая пешка · h2 белая пешка · a1 белая ладья · e1 белая ладья · g1 белый король | a8 чёрная ладья · d8 чёрная ладья · g8 чёрный король · a7 чёрная пешка · b7 чёрная пешка · c7 чёрный ферзь · e7 чёрная пешка · f7 чёрная пешка · g7 чёрный слон · h7 чёрная пешка · d6 чёрная пешка · f6 чёрный конь · g6 чёрная пешка · c4 чёрный слон · e4 белая пешка · f4 белая пешка · c3 белый конь · e3 белый слон · f3 белый слон · a2 белая пешка · b2 белая пешка · c2 белая пешка · d2 белый ферзь · g2 белая пешка · h2 белая пешка · a1 белая ладья · e1 белая ладья · g1 белый король | a8 чёрная ладья · d8 чёрная ладья · g8 чёрный король · a7 чёрная пешка · b7 чёрная пешка · c7 чёрный ферзь · e7 чёрная пешка · f7 чёрная пешка · g7 чёрный слон · h7 чёрная пешка · d6 чёрная пешка · f6 чёрный конь · g6 чёрная пешка · c4 чёрный слон · e4 белая пешка · f4 белая пешка · c3 белый конь · e3 белый слон · f3 белый слон · a2 белая пешка · b2 белая пешка · c2 белая пешка · d2 белый ферзь · g2 белая пешка · h2 белая пешка · a1 белая ладья · e1 белая ладья · g1 белый король | a8 чёрная ладья · d8 чёрная ладья · g8 чёрный король · a7 чёрная пешка · b7 чёрная пешка · c7 чёрный ферзь · e7 чёрная пешка · f7 чёрная пешка · g7 чёрный слон · h7 чёрная пешка · d6 чёрная пешка · f6 чёрный конь · g6 чёрная пешка · c4 чёрный слон · e4 белая пешка · f4 белая пешка · c3 белый конь · e3 белый слон · f3 белый слон · a2 белая пешка · b2 белая пешка · c2 белая пешка · d2 белый ферзь · g2 белая пешка · h2 белая пешка · a1 белая ладья · e1 белая ладья · g1 белый король | 1 |
|   | a | b | c | d | e | f | g | h |   |

В партии Михаил Красенков — Яссер Сейраван 2000 года чёрные пошли 23…Фd8-h4!, косвенно атакуя пешку d4. Теперь белые не могут отвечать 24.e5 или 24.ed, так как последует 24…Ф:d4+.
В партии Всеволод Раузер — Михаил Ботвинник 1933 года белые, игнорируя «рентгеновское излучение» чёрной ладьи, пошли 15.Лac1, на что последовало 15…e5! и на 16.b3 d5!!. Движение центральных пешек вскрыло центр в пользу чёрных, что стало основой выигрыша партии Ботвинником. В связи с этим Бернард Кафферти и Марк Тайманов предложили 15.Фf2, уводя ферзя от «рентгеновского излучения» чёрной ладьи.
Заслуживает внимания по этому поводу совет Геральда Абрахамса: «Поставьте вашу ладью на линию с его ферзём, неважно как много фигур будет находиться между».

### «Рентген» в виде защиты своей фигуры
|   | a | b | c | d | e | f | g | h |   |
| - | --- | --- | --- | --- | --- | --- | --- | --- | - |
| 8 | g8 чёрный король · b7 чёрная пешка · f7 чёрная пешка · g7 чёрная пешка · h7 чёрная пешка · e6 чёрная пешка · f6 чёрный конь · c5 белый конь · d5 чёрный слон · g4 белая пешка · c3 белая пешка · e3 белая пешка · f3 белый слон · g3 белый король · h3 белая пешка · f2 белая пешка | g8 чёрный король · b7 чёрная пешка · f7 чёрная пешка · g7 чёрная пешка · h7 чёрная пешка · e6 чёрная пешка · f6 чёрный конь · c5 белый конь · d5 чёрный слон · g4 белая пешка · c3 белая пешка · e3 белая пешка · f3 белый слон · g3 белый король · h3 белая пешка · f2 белая пешка | g8 чёрный король · b7 чёрная пешка · f7 чёрная пешка · g7 чёрная пешка · h7 чёрная пешка · e6 чёрная пешка · f6 чёрный конь · c5 белый конь · d5 чёрный слон · g4 белая пешка · c3 белая пешка · e3 белая пешка · f3 белый слон · g3 белый король · h3 белая пешка · f2 белая пешка | g8 чёрный король · b7 чёрная пешка · f7 чёрная пешка · g7 чёрная пешка · h7 чёрная пешка · e6 чёрная пешка · f6 чёрный конь · c5 белый конь · d5 чёрный слон · g4 белая пешка · c3 белая пешка · e3 белая пешка · f3 белый слон · g3 белый король · h3 белая пешка · f2 белая пешка | g8 чёрный король · b7 чёрная пешка · f7 чёрная пешка · g7 чёрная пешка · h7 чёрная пешка · e6 чёрная пешка · f6 чёрный конь · c5 белый конь · d5 чёрный слон · g4 белая пешка · c3 белая пешка · e3 белая пешка · f3 белый слон · g3 белый король · h3 белая пешка · f2 белая пешка | g8 чёрный король · b7 чёрная пешка · f7 чёрная пешка · g7 чёрная пешка · h7 чёрная пешка · e6 чёрная пешка · f6 чёрный конь · c5 белый конь · d5 чёрный слон · g4 белая пешка · c3 белая пешка · e3 белая пешка · f3 белый слон · g3 белый король · h3 белая пешка · f2 белая пешка | g8 чёрный король · b7 чёрная пешка · f7 чёрная пешка · g7 чёрная пешка · h7 чёрная пешка · e6 чёрная пешка · f6 чёрный конь · c5 белый конь · d5 чёрный слон · g4 белая пешка · c3 белая пешка · e3 белая пешка · f3 белый слон · g3 белый король · h3 белая пешка · f2 белая пешка | g8 чёрный король · b7 чёрная пешка · f7 чёрная пешка · g7 чёрная пешка · h7 чёрная пешка · e6 чёрная пешка · f6 чёрный конь · c5 белый конь · d5 чёрный слон · g4 белая пешка · c3 белая пешка · e3 белая пешка · f3 белый слон · g3 белый король · h3 белая пешка · f2 белая пешка | 8 |
| 7 | g8 чёрный король · b7 чёрная пешка · f7 чёрная пешка · g7 чёрная пешка · h7 чёрная пешка · e6 чёрная пешка · f6 чёрный конь · c5 белый конь · d5 чёрный слон · g4 белая пешка · c3 белая пешка · e3 белая пешка · f3 белый слон · g3 белый король · h3 белая пешка · f2 белая пешка | g8 чёрный король · b7 чёрная пешка · f7 чёрная пешка · g7 чёрная пешка · h7 чёрная пешка · e6 чёрная пешка · f6 чёрный конь · c5 белый конь · d5 чёрный слон · g4 белая пешка · c3 белая пешка · e3 белая пешка · f3 белый слон · g3 белый король · h3 белая пешка · f2 белая пешка | g8 чёрный король · b7 чёрная пешка · f7 чёрная пешка · g7 чёрная пешка · h7 чёрная пешка · e6 чёрная пешка · f6 чёрный конь · c5 белый конь · d5 чёрный слон · g4 белая пешка · c3 белая пешка · e3 белая пешка · f3 белый слон · g3 белый король · h3 белая пешка · f2 белая пешка | g8 чёрный король · b7 чёрная пешка · f7 чёрная пешка · g7 чёрная пешка · h7 чёрная пешка · e6 чёрная пешка · f6 чёрный конь · c5 белый конь · d5 чёрный слон · g4 белая пешка · c3 белая пешка · e3 белая пешка · f3 белый слон · g3 белый король · h3 белая пешка · f2 белая пешка | g8 чёрный король · b7 чёрная пешка · f7 чёрная пешка · g7 чёрная пешка · h7 чёрная пешка · e6 чёрная пешка · f6 чёрный конь · c5 белый конь · d5 чёрный слон · g4 белая пешка · c3 белая пешка · e3 белая пешка · f3 белый слон · g3 белый король · h3 белая пешка · f2 белая пешка | g8 чёрный король · b7 чёрная пешка · f7 чёрная пешка · g7 чёрная пешка · h7 чёрная пешка · e6 чёрная пешка · f6 чёрный конь · c5 белый конь · d5 чёрный слон · g4 белая пешка · c3 белая пешка · e3 белая пешка · f3 белый слон · g3 белый король · h3 белая пешка · f2 белая пешка | g8 чёрный король · b7 чёрная пешка · f7 чёрная пешка · g7 чёрная пешка · h7 чёрная пешка · e6 чёрная пешка · f6 чёрный конь · c5 белый конь · d5 чёрный слон · g4 белая пешка · c3 белая пешка · e3 белая пешка · f3 белый слон · g3 белый король · h3 белая пешка · f2 белая пешка | g8 чёрный король · b7 чёрная пешка · f7 чёрная пешка · g7 чёрная пешка · h7 чёрная пешка · e6 чёрная пешка · f6 чёрный конь · c5 белый конь · d5 чёрный слон · g4 белая пешка · c3 белая пешка · e3 белая пешка · f3 белый слон · g3 белый король · h3 белая пешка · f2 белая пешка | 7 |
| 6 | g8 чёрный король · b7 чёрная пешка · f7 чёрная пешка · g7 чёрная пешка · h7 чёрная пешка · e6 чёрная пешка · f6 чёрный конь · c5 белый конь · d5 чёрный слон · g4 белая пешка · c3 белая пешка · e3 белая пешка · f3 белый слон · g3 белый король · h3 белая пешка · f2 белая пешка | g8 чёрный король · b7 чёрная пешка · f7 чёрная пешка · g7 чёрная пешка · h7 чёрная пешка · e6 чёрная пешка · f6 чёрный конь · c5 белый конь · d5 чёрный слон · g4 белая пешка · c3 белая пешка · e3 белая пешка · f3 белый слон · g3 белый король · h3 белая пешка · f2 белая пешка | g8 чёрный король · b7 чёрная пешка · f7 чёрная пешка · g7 чёрная пешка · h7 чёрная пешка · e6 чёрная пешка · f6 чёрный конь · c5 белый конь · d5 чёрный слон · g4 белая пешка · c3 белая пешка · e3 белая пешка · f3 белый слон · g3 белый король · h3 белая пешка · f2 белая пешка | g8 чёрный король · b7 чёрная пешка · f7 чёрная пешка · g7 чёрная пешка · h7 чёрная пешка · e6 чёрная пешка · f6 чёрный конь · c5 белый конь · d5 чёрный слон · g4 белая пешка · c3 белая пешка · e3 белая пешка · f3 белый слон · g3 белый король · h3 белая пешка · f2 белая пешка | g8 чёрный король · b7 чёрная пешка · f7 чёрная пешка · g7 чёрная пешка · h7 чёрная пешка · e6 чёрная пешка · f6 чёрный конь · c5 белый конь · d5 чёрный слон · g4 белая пешка · c3 белая пешка · e3 белая пешка · f3 белый слон · g3 белый король · h3 белая пешка · f2 белая пешка | g8 чёрный король · b7 чёрная пешка · f7 чёрная пешка · g7 чёрная пешка · h7 чёрная пешка · e6 чёрная пешка · f6 чёрный конь · c5 белый конь · d5 чёрный слон · g4 белая пешка · c3 белая пешка · e3 белая пешка · f3 белый слон · g3 белый король · h3 белая пешка · f2 белая пешка | g8 чёрный король · b7 чёрная пешка · f7 чёрная пешка · g7 чёрная пешка · h7 чёрная пешка · e6 чёрная пешка · f6 чёрный конь · c5 белый конь · d5 чёрный слон · g4 белая пешка · c3 белая пешка · e3 белая пешка · f3 белый слон · g3 белый король · h3 белая пешка · f2 белая пешка | g8 чёрный король · b7 чёрная пешка · f7 чёрная пешка · g7 чёрная пешка · h7 чёрная пешка · e6 чёрная пешка · f6 чёрный конь · c5 белый конь · d5 чёрный слон · g4 белая пешка · c3 белая пешка · e3 белая пешка · f3 белый слон · g3 белый король · h3 белая пешка · f2 белая пешка | 6 |
| 5 | g8 чёрный король · b7 чёрная пешка · f7 чёрная пешка · g7 чёрная пешка · h7 чёрная пешка · e6 чёрная пешка · f6 чёрный конь · c5 белый конь · d5 чёрный слон · g4 белая пешка · c3 белая пешка · e3 белая пешка · f3 белый слон · g3 белый король · h3 белая пешка · f2 белая пешка | g8 чёрный король · b7 чёрная пешка · f7 чёрная пешка · g7 чёрная пешка · h7 чёрная пешка · e6 чёрная пешка · f6 чёрный конь · c5 белый конь · d5 чёрный слон · g4 белая пешка · c3 белая пешка · e3 белая пешка · f3 белый слон · g3 белый король · h3 белая пешка · f2 белая пешка | g8 чёрный король · b7 чёрная пешка · f7 чёрная пешка · g7 чёрная пешка · h7 чёрная пешка · e6 чёрная пешка · f6 чёрный конь · c5 белый конь · d5 чёрный слон · g4 белая пешка · c3 белая пешка · e3 белая пешка · f3 белый слон · g3 белый король · h3 белая пешка · f2 белая пешка | g8 чёрный король · b7 чёрная пешка · f7 чёрная пешка · g7 чёрная пешка · h7 чёрная пешка · e6 чёрная пешка · f6 чёрный конь · c5 белый конь · d5 чёрный слон · g4 белая пешка · c3 белая пешка · e3 белая пешка · f3 белый слон · g3 белый король · h3 белая пешка · f2 белая пешка | g8 чёрный король · b7 чёрная пешка · f7 чёрная пешка · g7 чёрная пешка · h7 чёрная пешка · e6 чёрная пешка · f6 чёрный конь · c5 белый конь · d5 чёрный слон · g4 белая пешка · c3 белая пешка · e3 белая пешка · f3 белый слон · g3 белый король · h3 белая пешка · f2 белая пешка | g8 чёрный король · b7 чёрная пешка · f7 чёрная пешка · g7 чёрная пешка · h7 чёрная пешка · e6 чёрная пешка · f6 чёрный конь · c5 белый конь · d5 чёрный слон · g4 белая пешка · c3 белая пешка · e3 белая пешка · f3 белый слон · g3 белый король · h3 белая пешка · f2 белая пешка | g8 чёрный король · b7 чёрная пешка · f7 чёрная пешка · g7 чёрная пешка · h7 чёрная пешка · e6 чёрная пешка · f6 чёрный конь · c5 белый конь · d5 чёрный слон · g4 белая пешка · c3 белая пешка · e3 белая пешка · f3 белый слон · g3 белый король · h3 белая пешка · f2 белая пешка | g8 чёрный король · b7 чёрная пешка · f7 чёрная пешка · g7 чёрная пешка · h7 чёрная пешка · e6 чёрная пешка · f6 чёрный конь · c5 белый конь · d5 чёрный слон · g4 белая пешка · c3 белая пешка · e3 белая пешка · f3 белый слон · g3 белый король · h3 белая пешка · f2 белая пешка | 5 |
| 4 | g8 чёрный король · b7 чёрная пешка · f7 чёрная пешка · g7 чёрная пешка · h7 чёрная пешка · e6 чёрная пешка · f6 чёрный конь · c5 белый конь · d5 чёрный слон · g4 белая пешка · c3 белая пешка · e3 белая пешка · f3 белый слон · g3 белый король · h3 белая пешка · f2 белая пешка | g8 чёрный король · b7 чёрная пешка · f7 чёрная пешка · g7 чёрная пешка · h7 чёрная пешка · e6 чёрная пешка · f6 чёрный конь · c5 белый конь · d5 чёрный слон · g4 белая пешка · c3 белая пешка · e3 белая пешка · f3 белый слон · g3 белый король · h3 белая пешка · f2 белая пешка | g8 чёрный король · b7 чёрная пешка · f7 чёрная пешка · g7 чёрная пешка · h7 чёрная пешка · e6 чёрная пешка · f6 чёрный конь · c5 белый конь · d5 чёрный слон · g4 белая пешка · c3 белая пешка · e3 белая пешка · f3 белый слон · g3 белый король · h3 белая пешка · f2 белая пешка | g8 чёрный король · b7 чёрная пешка · f7 чёрная пешка · g7 чёрная пешка · h7 чёрная пешка · e6 чёрная пешка · f6 чёрный конь · c5 белый конь · d5 чёрный слон · g4 белая пешка · c3 белая пешка · e3 белая пешка · f3 белый слон · g3 белый король · h3 белая пешка · f2 белая пешка | g8 чёрный король · b7 чёрная пешка · f7 чёрная пешка · g7 чёрная пешка · h7 чёрная пешка · e6 чёрная пешка · f6 чёрный конь · c5 белый конь · d5 чёрный слон · g4 белая пешка · c3 белая пешка · e3 белая пешка · f3 белый слон · g3 белый король · h3 белая пешка · f2 белая пешка | g8 чёрный король · b7 чёрная пешка · f7 чёрная пешка · g7 чёрная пешка · h7 чёрная пешка · e6 чёрная пешка · f6 чёрный конь · c5 белый конь · d5 чёрный слон · g4 белая пешка · c3 белая пешка · e3 белая пешка · f3 белый слон · g3 белый король · h3 белая пешка · f2 белая пешка | g8 чёрный король · b7 чёрная пешка · f7 чёрная пешка · g7 чёрная пешка · h7 чёрная пешка · e6 чёрная пешка · f6 чёрный конь · c5 белый конь · d5 чёрный слон · g4 белая пешка · c3 белая пешка · e3 белая пешка · f3 белый слон · g3 белый король · h3 белая пешка · f2 белая пешка | g8 чёрный король · b7 чёрная пешка · f7 чёрная пешка · g7 чёрная пешка · h7 чёрная пешка · e6 чёрная пешка · f6 чёрный конь · c5 белый конь · d5 чёрный слон · g4 белая пешка · c3 белая пешка · e3 белая пешка · f3 белый слон · g3 белый король · h3 белая пешка · f2 белая пешка | 4 |
| 3 | g8 чёрный король · b7 чёрная пешка · f7 чёрная пешка · g7 чёрная пешка · h7 чёрная пешка · e6 чёрная пешка · f6 чёрный конь · c5 белый конь · d5 чёрный слон · g4 белая пешка · c3 белая пешка · e3 белая пешка · f3 белый слон · g3 белый король · h3 белая пешка · f2 белая пешка | g8 чёрный король · b7 чёрная пешка · f7 чёрная пешка · g7 чёрная пешка · h7 чёрная пешка · e6 чёрная пешка · f6 чёрный конь · c5 белый конь · d5 чёрный слон · g4 белая пешка · c3 белая пешка · e3 белая пешка · f3 белый слон · g3 белый король · h3 белая пешка · f2 белая пешка | g8 чёрный король · b7 чёрная пешка · f7 чёрная пешка · g7 чёрная пешка · h7 чёрная пешка · e6 чёрная пешка · f6 чёрный конь · c5 белый конь · d5 чёрный слон · g4 белая пешка · c3 белая пешка · e3 белая пешка · f3 белый слон · g3 белый король · h3 белая пешка · f2 белая пешка | g8 чёрный король · b7 чёрная пешка · f7 чёрная пешка · g7 чёрная пешка · h7 чёрная пешка · e6 чёрная пешка · f6 чёрный конь · c5 белый конь · d5 чёрный слон · g4 белая пешка · c3 белая пешка · e3 белая пешка · f3 белый слон · g3 белый король · h3 белая пешка · f2 белая пешка | g8 чёрный король · b7 чёрная пешка · f7 чёрная пешка · g7 чёрная пешка · h7 чёрная пешка · e6 чёрная пешка · f6 чёрный конь · c5 белый конь · d5 чёрный слон · g4 белая пешка · c3 белая пешка · e3 белая пешка · f3 белый слон · g3 белый король · h3 белая пешка · f2 белая пешка | g8 чёрный король · b7 чёрная пешка · f7 чёрная пешка · g7 чёрная пешка · h7 чёрная пешка · e6 чёрная пешка · f6 чёрный конь · c5 белый конь · d5 чёрный слон · g4 белая пешка · c3 белая пешка · e3 белая пешка · f3 белый слон · g3 белый король · h3 белая пешка · f2 белая пешка | g8 чёрный король · b7 чёрная пешка · f7 чёрная пешка · g7 чёрная пешка · h7 чёрная пешка · e6 чёрная пешка · f6 чёрный конь · c5 белый конь · d5 чёрный слон · g4 белая пешка · c3 белая пешка · e3 белая пешка · f3 белый слон · g3 белый король · h3 белая пешка · f2 белая пешка | g8 чёрный король · b7 чёрная пешка · f7 чёрная пешка · g7 чёрная пешка · h7 чёрная пешка · e6 чёрная пешка · f6 чёрный конь · c5 белый конь · d5 чёрный слон · g4 белая пешка · c3 белая пешка · e3 белая пешка · f3 белый слон · g3 белый король · h3 белая пешка · f2 белая пешка | 3 |
| 2 | g8 чёрный король · b7 чёрная пешка · f7 чёрная пешка · g7 чёрная пешка · h7 чёрная пешка · e6 чёрная пешка · f6 чёрный конь · c5 белый конь · d5 чёрный слон · g4 белая пешка · c3 белая пешка · e3 белая пешка · f3 белый слон · g3 белый король · h3 белая пешка · f2 белая пешка | g8 чёрный король · b7 чёрная пешка · f7 чёрная пешка · g7 чёрная пешка · h7 чёрная пешка · e6 чёрная пешка · f6 чёрный конь · c5 белый конь · d5 чёрный слон · g4 белая пешка · c3 белая пешка · e3 белая пешка · f3 белый слон · g3 белый король · h3 белая пешка · f2 белая пешка | g8 чёрный король · b7 чёрная пешка · f7 чёрная пешка · g7 чёрная пешка · h7 чёрная пешка · e6 чёрная пешка · f6 чёрный конь · c5 белый конь · d5 чёрный слон · g4 белая пешка · c3 белая пешка · e3 белая пешка · f3 белый слон · g3 белый король · h3 белая пешка · f2 белая пешка | g8 чёрный король · b7 чёрная пешка · f7 чёрная пешка · g7 чёрная пешка · h7 чёрная пешка · e6 чёрная пешка · f6 чёрный конь · c5 белый конь · d5 чёрный слон · g4 белая пешка · c3 белая пешка · e3 белая пешка · f3 белый слон · g3 белый король · h3 белая пешка · f2 белая пешка | g8 чёрный король · b7 чёрная пешка · f7 чёрная пешка · g7 чёрная пешка · h7 чёрная пешка · e6 чёрная пешка · f6 чёрный конь · c5 белый конь · d5 чёрный слон · g4 белая пешка · c3 белая пешка · e3 белая пешка · f3 белый слон · g3 белый король · h3 белая пешка · f2 белая пешка | g8 чёрный король · b7 чёрная пешка · f7 чёрная пешка · g7 чёрная пешка · h7 чёрная пешка · e6 чёрная пешка · f6 чёрный конь · c5 белый конь · d5 чёрный слон · g4 белая пешка · c3 белая пешка · e3 белая пешка · f3 белый слон · g3 белый король · h3 белая пешка · f2 белая пешка | g8 чёрный король · b7 чёрная пешка · f7 чёрная пешка · g7 чёрная пешка · h7 чёрная пешка · e6 чёрная пешка · f6 чёрный конь · c5 белый конь · d5 чёрный слон · g4 белая пешка · c3 белая пешка · e3 белая пешка · f3 белый слон · g3 белый король · h3 белая пешка · f2 белая пешка | g8 чёрный король · b7 чёрная пешка · f7 чёрная пешка · g7 чёрная пешка · h7 чёрная пешка · e6 чёрная пешка · f6 чёрный конь · c5 белый конь · d5 чёрный слон · g4 белая пешка · c3 белая пешка · e3 белая пешка · f3 белый слон · g3 белый король · h3 белая пешка · f2 белая пешка | 2 |
| 1 | g8 чёрный король · b7 чёрная пешка · f7 чёрная пешка · g7 чёрная пешка · h7 чёрная пешка · e6 чёрная пешка · f6 чёрный конь · c5 белый конь · d5 чёрный слон · g4 белая пешка · c3 белая пешка · e3 белая пешка · f3 белый слон · g3 белый король · h3 белая пешка · f2 белая пешка | g8 чёрный король · b7 чёрная пешка · f7 чёрная пешка · g7 чёрная пешка · h7 чёрная пешка · e6 чёрная пешка · f6 чёрный конь · c5 белый конь · d5 чёрный слон · g4 белая пешка · c3 белая пешка · e3 белая пешка · f3 белый слон · g3 белый король · h3 белая пешка · f2 белая пешка | g8 чёрный король · b7 чёрная пешка · f7 чёрная пешка · g7 чёрная пешка · h7 чёрная пешка · e6 чёрная пешка · f6 чёрный конь · c5 белый конь · d5 чёрный слон · g4 белая пешка · c3 белая пешка · e3 белая пешка · f3 белый слон · g3 белый король · h3 белая пешка · f2 белая пешка | g8 чёрный король · b7 чёрная пешка · f7 чёрная пешка · g7 чёрная пешка · h7 чёрная пешка · e6 чёрная пешка · f6 чёрный конь · c5 белый конь · d5 чёрный слон · g4 белая пешка · c3 белая пешка · e3 белая пешка · f3 белый слон · g3 белый король · h3 белая пешка · f2 белая пешка | g8 чёрный король · b7 чёрная пешка · f7 чёрная пешка · g7 чёрная пешка · h7 чёрная пешка · e6 чёрная пешка · f6 чёрный конь · c5 белый конь · d5 чёрный слон · g4 белая пешка · c3 белая пешка · e3 белая пешка · f3 белый слон · g3 белый король · h3 белая пешка · f2 белая пешка | g8 чёрный король · b7 чёрная пешка · f7 чёрная пешка · g7 чёрная пешка · h7 чёрная пешка · e6 чёрная пешка · f6 чёрный конь · c5 белый конь · d5 чёрный слон · g4 белая пешка · c3 белая пешка · e3 белая пешка · f3 белый слон · g3 белый король · h3 белая пешка · f2 белая пешка | g8 чёрный король · b7 чёрная пешка · f7 чёрная пешка · g7 чёрная пешка · h7 чёрная пешка · e6 чёрная пешка · f6 чёрный конь · c5 белый конь · d5 чёрный слон · g4 белая пешка · c3 белая пешка · e3 белая пешка · f3 белый слон · g3 белый король · h3 белая пешка · f2 белая пешка | g8 чёрный король · b7 чёрная пешка · f7 чёрная пешка · g7 чёрная пешка · h7 чёрная пешка · e6 чёрная пешка · f6 чёрный конь · c5 белый конь · d5 чёрный слон · g4 белая пешка · c3 белая пешка · e3 белая пешка · f3 белый слон · g3 белый король · h3 белая пешка · f2 белая пешка | 1 |
|   | a | b | c | d | e | f | g | h |   |

|   | a | b | c | d | e | f | g | h |   |
| - | --- | --- | --- | --- | --- | --- | --- | --- | - |
| 8 | a8 чёрная ладья · b8 чёрный конь · d8 чёрный ферзь · e8 чёрная ладья · g8 чёрный король · b7 чёрная пешка · e7 чёрный конь · f7 чёрная пешка · c6 чёрная пешка · g6 чёрная пешка · b4 чёрная пешка · c4 белая пешка · d4 чёрный слон · h3 белый ферзь · a2 белая пешка · b2 белый слон · d2 белая пешка · f2 белая пешка · g2 белая пешка · c1 белый король · d1 белая ладья · f1 белый слон · h1 белая ладья | a8 чёрная ладья · b8 чёрный конь · d8 чёрный ферзь · e8 чёрная ладья · g8 чёрный король · b7 чёрная пешка · e7 чёрный конь · f7 чёрная пешка · c6 чёрная пешка · g6 чёрная пешка · b4 чёрная пешка · c4 белая пешка · d4 чёрный слон · h3 белый ферзь · a2 белая пешка · b2 белый слон · d2 белая пешка · f2 белая пешка · g2 белая пешка · c1 белый король · d1 белая ладья · f1 белый слон · h1 белая ладья | a8 чёрная ладья · b8 чёрный конь · d8 чёрный ферзь · e8 чёрная ладья · g8 чёрный король · b7 чёрная пешка · e7 чёрный конь · f7 чёрная пешка · c6 чёрная пешка · g6 чёрная пешка · b4 чёрная пешка · c4 белая пешка · d4 чёрный слон · h3 белый ферзь · a2 белая пешка · b2 белый слон · d2 белая пешка · f2 белая пешка · g2 белая пешка · c1 белый король · d1 белая ладья · f1 белый слон · h1 белая ладья | a8 чёрная ладья · b8 чёрный конь · d8 чёрный ферзь · e8 чёрная ладья · g8 чёрный король · b7 чёрная пешка · e7 чёрный конь · f7 чёрная пешка · c6 чёрная пешка · g6 чёрная пешка · b4 чёрная пешка · c4 белая пешка · d4 чёрный слон · h3 белый ферзь · a2 белая пешка · b2 белый слон · d2 белая пешка · f2 белая пешка · g2 белая пешка · c1 белый король · d1 белая ладья · f1 белый слон · h1 белая ладья | a8 чёрная ладья · b8 чёрный конь · d8 чёрный ферзь · e8 чёрная ладья · g8 чёрный король · b7 чёрная пешка · e7 чёрный конь · f7 чёрная пешка · c6 чёрная пешка · g6 чёрная пешка · b4 чёрная пешка · c4 белая пешка · d4 чёрный слон · h3 белый ферзь · a2 белая пешка · b2 белый слон · d2 белая пешка · f2 белая пешка · g2 белая пешка · c1 белый король · d1 белая ладья · f1 белый слон · h1 белая ладья | a8 чёрная ладья · b8 чёрный конь · d8 чёрный ферзь · e8 чёрная ладья · g8 чёрный король · b7 чёрная пешка · e7 чёрный конь · f7 чёрная пешка · c6 чёрная пешка · g6 чёрная пешка · b4 чёрная пешка · c4 белая пешка · d4 чёрный слон · h3 белый ферзь · a2 белая пешка · b2 белый слон · d2 белая пешка · f2 белая пешка · g2 белая пешка · c1 белый король · d1 белая ладья · f1 белый слон · h1 белая ладья | a8 чёрная ладья · b8 чёрный конь · d8 чёрный ферзь · e8 чёрная ладья · g8 чёрный король · b7 чёрная пешка · e7 чёрный конь · f7 чёрная пешка · c6 чёрная пешка · g6 чёрная пешка · b4 чёрная пешка · c4 белая пешка · d4 чёрный слон · h3 белый ферзь · a2 белая пешка · b2 белый слон · d2 белая пешка · f2 белая пешка · g2 белая пешка · c1 белый король · d1 белая ладья · f1 белый слон · h1 белая ладья | a8 чёрная ладья · b8 чёрный конь · d8 чёрный ферзь · e8 чёрная ладья · g8 чёрный король · b7 чёрная пешка · e7 чёрный конь · f7 чёрная пешка · c6 чёрная пешка · g6 чёрная пешка · b4 чёрная пешка · c4 белая пешка · d4 чёрный слон · h3 белый ферзь · a2 белая пешка · b2 белый слон · d2 белая пешка · f2 белая пешка · g2 белая пешка · c1 белый король · d1 белая ладья · f1 белый слон · h1 белая ладья | 8 |
| 7 | a8 чёрная ладья · b8 чёрный конь · d8 чёрный ферзь · e8 чёрная ладья · g8 чёрный король · b7 чёрная пешка · e7 чёрный конь · f7 чёрная пешка · c6 чёрная пешка · g6 чёрная пешка · b4 чёрная пешка · c4 белая пешка · d4 чёрный слон · h3 белый ферзь · a2 белая пешка · b2 белый слон · d2 белая пешка · f2 белая пешка · g2 белая пешка · c1 белый король · d1 белая ладья · f1 белый слон · h1 белая ладья | a8 чёрная ладья · b8 чёрный конь · d8 чёрный ферзь · e8 чёрная ладья · g8 чёрный король · b7 чёрная пешка · e7 чёрный конь · f7 чёрная пешка · c6 чёрная пешка · g6 чёрная пешка · b4 чёрная пешка · c4 белая пешка · d4 чёрный слон · h3 белый ферзь · a2 белая пешка · b2 белый слон · d2 белая пешка · f2 белая пешка · g2 белая пешка · c1 белый король · d1 белая ладья · f1 белый слон · h1 белая ладья | a8 чёрная ладья · b8 чёрный конь · d8 чёрный ферзь · e8 чёрная ладья · g8 чёрный король · b7 чёрная пешка · e7 чёрный конь · f7 чёрная пешка · c6 чёрная пешка · g6 чёрная пешка · b4 чёрная пешка · c4 белая пешка · d4 чёрный слон · h3 белый ферзь · a2 белая пешка · b2 белый слон · d2 белая пешка · f2 белая пешка · g2 белая пешка · c1 белый король · d1 белая ладья · f1 белый слон · h1 белая ладья | a8 чёрная ладья · b8 чёрный конь · d8 чёрный ферзь · e8 чёрная ладья · g8 чёрный король · b7 чёрная пешка · e7 чёрный конь · f7 чёрная пешка · c6 чёрная пешка · g6 чёрная пешка · b4 чёрная пешка · c4 белая пешка · d4 чёрный слон · h3 белый ферзь · a2 белая пешка · b2 белый слон · d2 белая пешка · f2 белая пешка · g2 белая пешка · c1 белый король · d1 белая ладья · f1 белый слон · h1 белая ладья | a8 чёрная ладья · b8 чёрный конь · d8 чёрный ферзь · e8 чёрная ладья · g8 чёрный король · b7 чёрная пешка · e7 чёрный конь · f7 чёрная пешка · c6 чёрная пешка · g6 чёрная пешка · b4 чёрная пешка · c4 белая пешка · d4 чёрный слон · h3 белый ферзь · a2 белая пешка · b2 белый слон · d2 белая пешка · f2 белая пешка · g2 белая пешка · c1 белый король · d1 белая ладья · f1 белый слон · h1 белая ладья | a8 чёрная ладья · b8 чёрный конь · d8 чёрный ферзь · e8 чёрная ладья · g8 чёрный король · b7 чёрная пешка · e7 чёрный конь · f7 чёрная пешка · c6 чёрная пешка · g6 чёрная пешка · b4 чёрная пешка · c4 белая пешка · d4 чёрный слон · h3 белый ферзь · a2 белая пешка · b2 белый слон · d2 белая пешка · f2 белая пешка · g2 белая пешка · c1 белый король · d1 белая ладья · f1 белый слон · h1 белая ладья | a8 чёрная ладья · b8 чёрный конь · d8 чёрный ферзь · e8 чёрная ладья · g8 чёрный король · b7 чёрная пешка · e7 чёрный конь · f7 чёрная пешка · c6 чёрная пешка · g6 чёрная пешка · b4 чёрная пешка · c4 белая пешка · d4 чёрный слон · h3 белый ферзь · a2 белая пешка · b2 белый слон · d2 белая пешка · f2 белая пешка · g2 белая пешка · c1 белый король · d1 белая ладья · f1 белый слон · h1 белая ладья | a8 чёрная ладья · b8 чёрный конь · d8 чёрный ферзь · e8 чёрная ладья · g8 чёрный король · b7 чёрная пешка · e7 чёрный конь · f7 чёрная пешка · c6 чёрная пешка · g6 чёрная пешка · b4 чёрная пешка · c4 белая пешка · d4 чёрный слон · h3 белый ферзь · a2 белая пешка · b2 белый слон · d2 белая пешка · f2 белая пешка · g2 белая пешка · c1 белый король · d1 белая ладья · f1 белый слон · h1 белая ладья | 7 |
| 6 | a8 чёрная ладья · b8 чёрный конь · d8 чёрный ферзь · e8 чёрная ладья · g8 чёрный король · b7 чёрная пешка · e7 чёрный конь · f7 чёрная пешка · c6 чёрная пешка · g6 чёрная пешка · b4 чёрная пешка · c4 белая пешка · d4 чёрный слон · h3 белый ферзь · a2 белая пешка · b2 белый слон · d2 белая пешка · f2 белая пешка · g2 белая пешка · c1 белый король · d1 белая ладья · f1 белый слон · h1 белая ладья | a8 чёрная ладья · b8 чёрный конь · d8 чёрный ферзь · e8 чёрная ладья · g8 чёрный король · b7 чёрная пешка · e7 чёрный конь · f7 чёрная пешка · c6 чёрная пешка · g6 чёрная пешка · b4 чёрная пешка · c4 белая пешка · d4 чёрный слон · h3 белый ферзь · a2 белая пешка · b2 белый слон · d2 белая пешка · f2 белая пешка · g2 белая пешка · c1 белый король · d1 белая ладья · f1 белый слон · h1 белая ладья | a8 чёрная ладья · b8 чёрный конь · d8 чёрный ферзь · e8 чёрная ладья · g8 чёрный король · b7 чёрная пешка · e7 чёрный конь · f7 чёрная пешка · c6 чёрная пешка · g6 чёрная пешка · b4 чёрная пешка · c4 белая пешка · d4 чёрный слон · h3 белый ферзь · a2 белая пешка · b2 белый слон · d2 белая пешка · f2 белая пешка · g2 белая пешка · c1 белый король · d1 белая ладья · f1 белый слон · h1 белая ладья | a8 чёрная ладья · b8 чёрный конь · d8 чёрный ферзь · e8 чёрная ладья · g8 чёрный король · b7 чёрная пешка · e7 чёрный конь · f7 чёрная пешка · c6 чёрная пешка · g6 чёрная пешка · b4 чёрная пешка · c4 белая пешка · d4 чёрный слон · h3 белый ферзь · a2 белая пешка · b2 белый слон · d2 белая пешка · f2 белая пешка · g2 белая пешка · c1 белый король · d1 белая ладья · f1 белый слон · h1 белая ладья | a8 чёрная ладья · b8 чёрный конь · d8 чёрный ферзь · e8 чёрная ладья · g8 чёрный король · b7 чёрная пешка · e7 чёрный конь · f7 чёрная пешка · c6 чёрная пешка · g6 чёрная пешка · b4 чёрная пешка · c4 белая пешка · d4 чёрный слон · h3 белый ферзь · a2 белая пешка · b2 белый слон · d2 белая пешка · f2 белая пешка · g2 белая пешка · c1 белый король · d1 белая ладья · f1 белый слон · h1 белая ладья | a8 чёрная ладья · b8 чёрный конь · d8 чёрный ферзь · e8 чёрная ладья · g8 чёрный король · b7 чёрная пешка · e7 чёрный конь · f7 чёрная пешка · c6 чёрная пешка · g6 чёрная пешка · b4 чёрная пешка · c4 белая пешка · d4 чёрный слон · h3 белый ферзь · a2 белая пешка · b2 белый слон · d2 белая пешка · f2 белая пешка · g2 белая пешка · c1 белый король · d1 белая ладья · f1 белый слон · h1 белая ладья | a8 чёрная ладья · b8 чёрный конь · d8 чёрный ферзь · e8 чёрная ладья · g8 чёрный король · b7 чёрная пешка · e7 чёрный конь · f7 чёрная пешка · c6 чёрная пешка · g6 чёрная пешка · b4 чёрная пешка · c4 белая пешка · d4 чёрный слон · h3 белый ферзь · a2 белая пешка · b2 белый слон · d2 белая пешка · f2 белая пешка · g2 белая пешка · c1 белый король · d1 белая ладья · f1 белый слон · h1 белая ладья | a8 чёрная ладья · b8 чёрный конь · d8 чёрный ферзь · e8 чёрная ладья · g8 чёрный король · b7 чёрная пешка · e7 чёрный конь · f7 чёрная пешка · c6 чёрная пешка · g6 чёрная пешка · b4 чёрная пешка · c4 белая пешка · d4 чёрный слон · h3 белый ферзь · a2 белая пешка · b2 белый слон · d2 белая пешка · f2 белая пешка · g2 белая пешка · c1 белый король · d1 белая ладья · f1 белый слон · h1 белая ладья | 6 |
| 5 | a8 чёрная ладья · b8 чёрный конь · d8 чёрный ферзь · e8 чёрная ладья · g8 чёрный король · b7 чёрная пешка · e7 чёрный конь · f7 чёрная пешка · c6 чёрная пешка · g6 чёрная пешка · b4 чёрная пешка · c4 белая пешка · d4 чёрный слон · h3 белый ферзь · a2 белая пешка · b2 белый слон · d2 белая пешка · f2 белая пешка · g2 белая пешка · c1 белый король · d1 белая ладья · f1 белый слон · h1 белая ладья | a8 чёрная ладья · b8 чёрный конь · d8 чёрный ферзь · e8 чёрная ладья · g8 чёрный король · b7 чёрная пешка · e7 чёрный конь · f7 чёрная пешка · c6 чёрная пешка · g6 чёрная пешка · b4 чёрная пешка · c4 белая пешка · d4 чёрный слон · h3 белый ферзь · a2 белая пешка · b2 белый слон · d2 белая пешка · f2 белая пешка · g2 белая пешка · c1 белый король · d1 белая ладья · f1 белый слон · h1 белая ладья | a8 чёрная ладья · b8 чёрный конь · d8 чёрный ферзь · e8 чёрная ладья · g8 чёрный король · b7 чёрная пешка · e7 чёрный конь · f7 чёрная пешка · c6 чёрная пешка · g6 чёрная пешка · b4 чёрная пешка · c4 белая пешка · d4 чёрный слон · h3 белый ферзь · a2 белая пешка · b2 белый слон · d2 белая пешка · f2 белая пешка · g2 белая пешка · c1 белый король · d1 белая ладья · f1 белый слон · h1 белая ладья | a8 чёрная ладья · b8 чёрный конь · d8 чёрный ферзь · e8 чёрная ладья · g8 чёрный король · b7 чёрная пешка · e7 чёрный конь · f7 чёрная пешка · c6 чёрная пешка · g6 чёрная пешка · b4 чёрная пешка · c4 белая пешка · d4 чёрный слон · h3 белый ферзь · a2 белая пешка · b2 белый слон · d2 белая пешка · f2 белая пешка · g2 белая пешка · c1 белый король · d1 белая ладья · f1 белый слон · h1 белая ладья | a8 чёрная ладья · b8 чёрный конь · d8 чёрный ферзь · e8 чёрная ладья · g8 чёрный король · b7 чёрная пешка · e7 чёрный конь · f7 чёрная пешка · c6 чёрная пешка · g6 чёрная пешка · b4 чёрная пешка · c4 белая пешка · d4 чёрный слон · h3 белый ферзь · a2 белая пешка · b2 белый слон · d2 белая пешка · f2 белая пешка · g2 белая пешка · c1 белый король · d1 белая ладья · f1 белый слон · h1 белая ладья | a8 чёрная ладья · b8 чёрный конь · d8 чёрный ферзь · e8 чёрная ладья · g8 чёрный король · b7 чёрная пешка · e7 чёрный конь · f7 чёрная пешка · c6 чёрная пешка · g6 чёрная пешка · b4 чёрная пешка · c4 белая пешка · d4 чёрный слон · h3 белый ферзь · a2 белая пешка · b2 белый слон · d2 белая пешка · f2 белая пешка · g2 белая пешка · c1 белый король · d1 белая ладья · f1 белый слон · h1 белая ладья | a8 чёрная ладья · b8 чёрный конь · d8 чёрный ферзь · e8 чёрная ладья · g8 чёрный король · b7 чёрная пешка · e7 чёрный конь · f7 чёрная пешка · c6 чёрная пешка · g6 чёрная пешка · b4 чёрная пешка · c4 белая пешка · d4 чёрный слон · h3 белый ферзь · a2 белая пешка · b2 белый слон · d2 белая пешка · f2 белая пешка · g2 белая пешка · c1 белый король · d1 белая ладья · f1 белый слон · h1 белая ладья | a8 чёрная ладья · b8 чёрный конь · d8 чёрный ферзь · e8 чёрная ладья · g8 чёрный король · b7 чёрная пешка · e7 чёрный конь · f7 чёрная пешка · c6 чёрная пешка · g6 чёрная пешка · b4 чёрная пешка · c4 белая пешка · d4 чёрный слон · h3 белый ферзь · a2 белая пешка · b2 белый слон · d2 белая пешка · f2 белая пешка · g2 белая пешка · c1 белый король · d1 белая ладья · f1 белый слон · h1 белая ладья | 5 |
| 4 | a8 чёрная ладья · b8 чёрный конь · d8 чёрный ферзь · e8 чёрная ладья · g8 чёрный король · b7 чёрная пешка · e7 чёрный конь · f7 чёрная пешка · c6 чёрная пешка · g6 чёрная пешка · b4 чёрная пешка · c4 белая пешка · d4 чёрный слон · h3 белый ферзь · a2 белая пешка · b2 белый слон · d2 белая пешка · f2 белая пешка · g2 белая пешка · c1 белый король · d1 белая ладья · f1 белый слон · h1 белая ладья | a8 чёрная ладья · b8 чёрный конь · d8 чёрный ферзь · e8 чёрная ладья · g8 чёрный король · b7 чёрная пешка · e7 чёрный конь · f7 чёрная пешка · c6 чёрная пешка · g6 чёрная пешка · b4 чёрная пешка · c4 белая пешка · d4 чёрный слон · h3 белый ферзь · a2 белая пешка · b2 белый слон · d2 белая пешка · f2 белая пешка · g2 белая пешка · c1 белый король · d1 белая ладья · f1 белый слон · h1 белая ладья | a8 чёрная ладья · b8 чёрный конь · d8 чёрный ферзь · e8 чёрная ладья · g8 чёрный король · b7 чёрная пешка · e7 чёрный конь · f7 чёрная пешка · c6 чёрная пешка · g6 чёрная пешка · b4 чёрная пешка · c4 белая пешка · d4 чёрный слон · h3 белый ферзь · a2 белая пешка · b2 белый слон · d2 белая пешка · f2 белая пешка · g2 белая пешка · c1 белый король · d1 белая ладья · f1 белый слон · h1 белая ладья | a8 чёрная ладья · b8 чёрный конь · d8 чёрный ферзь · e8 чёрная ладья · g8 чёрный король · b7 чёрная пешка · e7 чёрный конь · f7 чёрная пешка · c6 чёрная пешка · g6 чёрная пешка · b4 чёрная пешка · c4 белая пешка · d4 чёрный слон · h3 белый ферзь · a2 белая пешка · b2 белый слон · d2 белая пешка · f2 белая пешка · g2 белая пешка · c1 белый король · d1 белая ладья · f1 белый слон · h1 белая ладья | a8 чёрная ладья · b8 чёрный конь · d8 чёрный ферзь · e8 чёрная ладья · g8 чёрный король · b7 чёрная пешка · e7 чёрный конь · f7 чёрная пешка · c6 чёрная пешка · g6 чёрная пешка · b4 чёрная пешка · c4 белая пешка · d4 чёрный слон · h3 белый ферзь · a2 белая пешка · b2 белый слон · d2 белая пешка · f2 белая пешка · g2 белая пешка · c1 белый король · d1 белая ладья · f1 белый слон · h1 белая ладья | a8 чёрная ладья · b8 чёрный конь · d8 чёрный ферзь · e8 чёрная ладья · g8 чёрный король · b7 чёрная пешка · e7 чёрный конь · f7 чёрная пешка · c6 чёрная пешка · g6 чёрная пешка · b4 чёрная пешка · c4 белая пешка · d4 чёрный слон · h3 белый ферзь · a2 белая пешка · b2 белый слон · d2 белая пешка · f2 белая пешка · g2 белая пешка · c1 белый король · d1 белая ладья · f1 белый слон · h1 белая ладья | a8 чёрная ладья · b8 чёрный конь · d8 чёрный ферзь · e8 чёрная ладья · g8 чёрный король · b7 чёрная пешка · e7 чёрный конь · f7 чёрная пешка · c6 чёрная пешка · g6 чёрная пешка · b4 чёрная пешка · c4 белая пешка · d4 чёрный слон · h3 белый ферзь · a2 белая пешка · b2 белый слон · d2 белая пешка · f2 белая пешка · g2 белая пешка · c1 белый король · d1 белая ладья · f1 белый слон · h1 белая ладья | a8 чёрная ладья · b8 чёрный конь · d8 чёрный ферзь · e8 чёрная ладья · g8 чёрный король · b7 чёрная пешка · e7 чёрный конь · f7 чёрная пешка · c6 чёрная пешка · g6 чёрная пешка · b4 чёрная пешка · c4 белая пешка · d4 чёрный слон · h3 белый ферзь · a2 белая пешка · b2 белый слон · d2 белая пешка · f2 белая пешка · g2 белая пешка · c1 белый король · d1 белая ладья · f1 белый слон · h1 белая ладья | 4 |
| 3 | a8 чёрная ладья · b8 чёрный конь · d8 чёрный ферзь · e8 чёрная ладья · g8 чёрный король · b7 чёрная пешка · e7 чёрный конь · f7 чёрная пешка · c6 чёрная пешка · g6 чёрная пешка · b4 чёрная пешка · c4 белая пешка · d4 чёрный слон · h3 белый ферзь · a2 белая пешка · b2 белый слон · d2 белая пешка · f2 белая пешка · g2 белая пешка · c1 белый король · d1 белая ладья · f1 белый слон · h1 белая ладья | a8 чёрная ладья · b8 чёрный конь · d8 чёрный ферзь · e8 чёрная ладья · g8 чёрный король · b7 чёрная пешка · e7 чёрный конь · f7 чёрная пешка · c6 чёрная пешка · g6 чёрная пешка · b4 чёрная пешка · c4 белая пешка · d4 чёрный слон · h3 белый ферзь · a2 белая пешка · b2 белый слон · d2 белая пешка · f2 белая пешка · g2 белая пешка · c1 белый король · d1 белая ладья · f1 белый слон · h1 белая ладья | a8 чёрная ладья · b8 чёрный конь · d8 чёрный ферзь · e8 чёрная ладья · g8 чёрный король · b7 чёрная пешка · e7 чёрный конь · f7 чёрная пешка · c6 чёрная пешка · g6 чёрная пешка · b4 чёрная пешка · c4 белая пешка · d4 чёрный слон · h3 белый ферзь · a2 белая пешка · b2 белый слон · d2 белая пешка · f2 белая пешка · g2 белая пешка · c1 белый король · d1 белая ладья · f1 белый слон · h1 белая ладья | a8 чёрная ладья · b8 чёрный конь · d8 чёрный ферзь · e8 чёрная ладья · g8 чёрный король · b7 чёрная пешка · e7 чёрный конь · f7 чёрная пешка · c6 чёрная пешка · g6 чёрная пешка · b4 чёрная пешка · c4 белая пешка · d4 чёрный слон · h3 белый ферзь · a2 белая пешка · b2 белый слон · d2 белая пешка · f2 белая пешка · g2 белая пешка · c1 белый король · d1 белая ладья · f1 белый слон · h1 белая ладья | a8 чёрная ладья · b8 чёрный конь · d8 чёрный ферзь · e8 чёрная ладья · g8 чёрный король · b7 чёрная пешка · e7 чёрный конь · f7 чёрная пешка · c6 чёрная пешка · g6 чёрная пешка · b4 чёрная пешка · c4 белая пешка · d4 чёрный слон · h3 белый ферзь · a2 белая пешка · b2 белый слон · d2 белая пешка · f2 белая пешка · g2 белая пешка · c1 белый король · d1 белая ладья · f1 белый слон · h1 белая ладья | a8 чёрная ладья · b8 чёрный конь · d8 чёрный ферзь · e8 чёрная ладья · g8 чёрный король · b7 чёрная пешка · e7 чёрный конь · f7 чёрная пешка · c6 чёрная пешка · g6 чёрная пешка · b4 чёрная пешка · c4 белая пешка · d4 чёрный слон · h3 белый ферзь · a2 белая пешка · b2 белый слон · d2 белая пешка · f2 белая пешка · g2 белая пешка · c1 белый король · d1 белая ладья · f1 белый слон · h1 белая ладья | a8 чёрная ладья · b8 чёрный конь · d8 чёрный ферзь · e8 чёрная ладья · g8 чёрный король · b7 чёрная пешка · e7 чёрный конь · f7 чёрная пешка · c6 чёрная пешка · g6 чёрная пешка · b4 чёрная пешка · c4 белая пешка · d4 чёрный слон · h3 белый ферзь · a2 белая пешка · b2 белый слон · d2 белая пешка · f2 белая пешка · g2 белая пешка · c1 белый король · d1 белая ладья · f1 белый слон · h1 белая ладья | a8 чёрная ладья · b8 чёрный конь · d8 чёрный ферзь · e8 чёрная ладья · g8 чёрный король · b7 чёрная пешка · e7 чёрный конь · f7 чёрная пешка · c6 чёрная пешка · g6 чёрная пешка · b4 чёрная пешка · c4 белая пешка · d4 чёрный слон · h3 белый ферзь · a2 белая пешка · b2 белый слон · d2 белая пешка · f2 белая пешка · g2 белая пешка · c1 белый король · d1 белая ладья · f1 белый слон · h1 белая ладья | 3 |
| 2 | a8 чёрная ладья · b8 чёрный конь · d8 чёрный ферзь · e8 чёрная ладья · g8 чёрный король · b7 чёрная пешка · e7 чёрный конь · f7 чёрная пешка · c6 чёрная пешка · g6 чёрная пешка · b4 чёрная пешка · c4 белая пешка · d4 чёрный слон · h3 белый ферзь · a2 белая пешка · b2 белый слон · d2 белая пешка · f2 белая пешка · g2 белая пешка · c1 белый король · d1 белая ладья · f1 белый слон · h1 белая ладья | a8 чёрная ладья · b8 чёрный конь · d8 чёрный ферзь · e8 чёрная ладья · g8 чёрный король · b7 чёрная пешка · e7 чёрный конь · f7 чёрная пешка · c6 чёрная пешка · g6 чёрная пешка · b4 чёрная пешка · c4 белая пешка · d4 чёрный слон · h3 белый ферзь · a2 белая пешка · b2 белый слон · d2 белая пешка · f2 белая пешка · g2 белая пешка · c1 белый король · d1 белая ладья · f1 белый слон · h1 белая ладья | a8 чёрная ладья · b8 чёрный конь · d8 чёрный ферзь · e8 чёрная ладья · g8 чёрный король · b7 чёрная пешка · e7 чёрный конь · f7 чёрная пешка · c6 чёрная пешка · g6 чёрная пешка · b4 чёрная пешка · c4 белая пешка · d4 чёрный слон · h3 белый ферзь · a2 белая пешка · b2 белый слон · d2 белая пешка · f2 белая пешка · g2 белая пешка · c1 белый король · d1 белая ладья · f1 белый слон · h1 белая ладья | a8 чёрная ладья · b8 чёрный конь · d8 чёрный ферзь · e8 чёрная ладья · g8 чёрный король · b7 чёрная пешка · e7 чёрный конь · f7 чёрная пешка · c6 чёрная пешка · g6 чёрная пешка · b4 чёрная пешка · c4 белая пешка · d4 чёрный слон · h3 белый ферзь · a2 белая пешка · b2 белый слон · d2 белая пешка · f2 белая пешка · g2 белая пешка · c1 белый король · d1 белая ладья · f1 белый слон · h1 белая ладья | a8 чёрная ладья · b8 чёрный конь · d8 чёрный ферзь · e8 чёрная ладья · g8 чёрный король · b7 чёрная пешка · e7 чёрный конь · f7 чёрная пешка · c6 чёрная пешка · g6 чёрная пешка · b4 чёрная пешка · c4 белая пешка · d4 чёрный слон · h3 белый ферзь · a2 белая пешка · b2 белый слон · d2 белая пешка · f2 белая пешка · g2 белая пешка · c1 белый король · d1 белая ладья · f1 белый слон · h1 белая ладья | a8 чёрная ладья · b8 чёрный конь · d8 чёрный ферзь · e8 чёрная ладья · g8 чёрный король · b7 чёрная пешка · e7 чёрный конь · f7 чёрная пешка · c6 чёрная пешка · g6 чёрная пешка · b4 чёрная пешка · c4 белая пешка · d4 чёрный слон · h3 белый ферзь · a2 белая пешка · b2 белый слон · d2 белая пешка · f2 белая пешка · g2 белая пешка · c1 белый король · d1 белая ладья · f1 белый слон · h1 белая ладья | a8 чёрная ладья · b8 чёрный конь · d8 чёрный ферзь · e8 чёрная ладья · g8 чёрный король · b7 чёрная пешка · e7 чёрный конь · f7 чёрная пешка · c6 чёрная пешка · g6 чёрная пешка · b4 чёрная пешка · c4 белая пешка · d4 чёрный слон · h3 белый ферзь · a2 белая пешка · b2 белый слон · d2 белая пешка · f2 белая пешка · g2 белая пешка · c1 белый король · d1 белая ладья · f1 белый слон · h1 белая ладья | a8 чёрная ладья · b8 чёрный конь · d8 чёрный ферзь · e8 чёрная ладья · g8 чёрный король · b7 чёрная пешка · e7 чёрный конь · f7 чёрная пешка · c6 чёрная пешка · g6 чёрная пешка · b4 чёрная пешка · c4 белая пешка · d4 чёрный слон · h3 белый ферзь · a2 белая пешка · b2 белый слон · d2 белая пешка · f2 белая пешка · g2 белая пешка · c1 белый король · d1 белая ладья · f1 белый слон · h1 белая ладья | 2 |
| 1 | a8 чёрная ладья · b8 чёрный конь · d8 чёрный ферзь · e8 чёрная ладья · g8 чёрный король · b7 чёрная пешка · e7 чёрный конь · f7 чёрная пешка · c6 чёрная пешка · g6 чёрная пешка · b4 чёрная пешка · c4 белая пешка · d4 чёрный слон · h3 белый ферзь · a2 белая пешка · b2 белый слон · d2 белая пешка · f2 белая пешка · g2 белая пешка · c1 белый король · d1 белая ладья · f1 белый слон · h1 белая ладья | a8 чёрная ладья · b8 чёрный конь · d8 чёрный ферзь · e8 чёрная ладья · g8 чёрный король · b7 чёрная пешка · e7 чёрный конь · f7 чёрная пешка · c6 чёрная пешка · g6 чёрная пешка · b4 чёрная пешка · c4 белая пешка · d4 чёрный слон · h3 белый ферзь · a2 белая пешка · b2 белый слон · d2 белая пешка · f2 белая пешка · g2 белая пешка · c1 белый король · d1 белая ладья · f1 белый слон · h1 белая ладья | a8 чёрная ладья · b8 чёрный конь · d8 чёрный ферзь · e8 чёрная ладья · g8 чёрный король · b7 чёрная пешка · e7 чёрный конь · f7 чёрная пешка · c6 чёрная пешка · g6 чёрная пешка · b4 чёрная пешка · c4 белая пешка · d4 чёрный слон · h3 белый ферзь · a2 белая пешка · b2 белый слон · d2 белая пешка · f2 белая пешка · g2 белая пешка · c1 белый король · d1 белая ладья · f1 белый слон · h1 белая ладья | a8 чёрная ладья · b8 чёрный конь · d8 чёрный ферзь · e8 чёрная ладья · g8 чёрный король · b7 чёрная пешка · e7 чёрный конь · f7 чёрная пешка · c6 чёрная пешка · g6 чёрная пешка · b4 чёрная пешка · c4 белая пешка · d4 чёрный слон · h3 белый ферзь · a2 белая пешка · b2 белый слон · d2 белая пешка · f2 белая пешка · g2 белая пешка · c1 белый король · d1 белая ладья · f1 белый слон · h1 белая ладья | a8 чёрная ладья · b8 чёрный конь · d8 чёрный ферзь · e8 чёрная ладья · g8 чёрный король · b7 чёрная пешка · e7 чёрный конь · f7 чёрная пешка · c6 чёрная пешка · g6 чёрная пешка · b4 чёрная пешка · c4 белая пешка · d4 чёрный слон · h3 белый ферзь · a2 белая пешка · b2 белый слон · d2 белая пешка · f2 белая пешка · g2 белая пешка · c1 белый король · d1 белая ладья · f1 белый слон · h1 белая ладья | a8 чёрная ладья · b8 чёрный конь · d8 чёрный ферзь · e8 чёрная ладья · g8 чёрный король · b7 чёрная пешка · e7 чёрный конь · f7 чёрная пешка · c6 чёрная пешка · g6 чёрная пешка · b4 чёрная пешка · c4 белая пешка · d4 чёрный слон · h3 белый ферзь · a2 белая пешка · b2 белый слон · d2 белая пешка · f2 белая пешка · g2 белая пешка · c1 белый король · d1 белая ладья · f1 белый слон · h1 белая ладья | a8 чёрная ладья · b8 чёрный конь · d8 чёрный ферзь · e8 чёрная ладья · g8 чёрный король · b7 чёрная пешка · e7 чёрный конь · f7 чёрная пешка · c6 чёрная пешка · g6 чёрная пешка · b4 чёрная пешка · c4 белая пешка · d4 чёрный слон · h3 белый ферзь · a2 белая пешка · b2 белый слон · d2 белая пешка · f2 белая пешка · g2 белая пешка · c1 белый король · d1 белая ладья · f1 белый слон · h1 белая ладья | a8 чёрная ладья · b8 чёрный конь · d8 чёрный ферзь · e8 чёрная ладья · g8 чёрный король · b7 чёрная пешка · e7 чёрный конь · f7 чёрная пешка · c6 чёрная пешка · g6 чёрная пешка · b4 чёрная пешка · c4 белая пешка · d4 чёрный слон · h3 белый ферзь · a2 белая пешка · b2 белый слон · d2 белая пешка · f2 белая пешка · g2 белая пешка · c1 белый король · d1 белая ладья · f1 белый слон · h1 белая ладья | 1 |
|   | a | b | c | d | e | f | g | h |   |

На диаграмме слева белые выигрывают пешку ходом 1.К:b7!, так как белый слон на f3 защищает белого коня на b7 через чёрного слона на d5.
В партии Макс Эйве — Рудольф Ломан, 1923 года белые форсируют мат
17.Фh8+! С:h8 18.Л:h8#.